# Liste der Kulturdenkmale in Nikolaivorstadt
In der Liste der Kulturdenkmale in Nikolaivorstadt sind sämtliche Kulturdenkmale des Görlitzer Stadtteils Nikolaivorstadt verzeichnet, die bis September 2024 vom Landesamt für Denkmalpflege Sachsen erfasst wurden (ohne archäologische Kulturdenkmale) und deren Straßenname mit den entsprechenden Anfangsbuchstaben beginnt. Die Anmerkungen sind zu beachten.
Diese Liste ist eine Teilliste der Liste der Kulturdenkmale in Görlitz.

## Liste der Kulturdenkmale in Nikolaivorstadt
| Bild                                    | Bezeichnung | Lage                                                                                  | Datierung | Beschreibung | ID       |
| --------------------------------------- | --- | ------------------------------------------------------------------------------------- | --- | --- | -------- |
| Direkt Bild zu diesem Denkmal hochladen | Pontekanal | (Gemarkung Innenstadt, Flur 45, Flurstücke 880/3, 880/2, 575/1) (Karte)               | 19. Jahrhundert | Beginnend etwa bei Lunitz 1, Verlauf nach Osten unter dem Nikolaigraben mit Auslauf in die Neiße, Einstieg über Flurstück 575/1, Kanal übermannshoch, gemauert, begehbar und wasserführend, nimmt zahlreiche kleinere kanalisierte Zuflüsse auf, am Ende ergießt sich sein Wasser in einem großen Bogen in die Neiße, hier ein in Ziegel gemauerter Bogen in einer großen, in regelmäßigen Granit gemauerte Mauer unmittelbar am Fluss, orts- und baugeschichtliche Bedeutung | 09307181 |
| Direkt Bild zu diesem Denkmal hochladen | Sechs Mehrfamilienwohnhäuser einer Wohnanlage | Am Hirschwinkel 7, 8 (Hauptanschrift: Rothenburger Straße 50a, 50b, 50c, 50d) (Karte) | Bezeichnet mit 1926 | Baugeschichtlich und städtebaulich von Bedeutung. Plan ist unterschrieben „Städt. Hochbauamt“, Regierungsbaumeister Strobel und vom Magistrat, Bezeichnet mit „Erbaut 1926 von der Stadt Görlitz“, Nummer 50a ist Eckhaus mit Am Hirschwinkel 8, hat Eckerker. Am Hirschwinkel 8 / Rothenburger 50a ist ein Haus für 15 Familien: Alle Treppenhäuser nach vorn mit Art-déco-Giebeln. Alles originale Haustüren, einige Fenster neu. Granitsockel, steinsichtig. Nummer 50d steht nach rechts offen. Neunfamilienhäuser. Nach Reko 2007 innen verändert. | 09282931 |
| Direkt Bild zu diesem Denkmal hochladen | Wohnhaus für 10 Familien | Am Hirschwinkel 14 (Karte)                                                            | 1924/1925 | Bau befindet sich im spitzen Winkel zu Am Stockborn, repräsentative Gestaltung der abgeschrägten Ecke mit Zwerchgiebel und Gesims. Treppenhaus, Fenster und Türen unverändert erhalten, baugeschichtlich und stadtbaugeschichtlich von Bedeutung. | 09304910 |
|                                         | Turnhalle | Am Hirschwinkel 16 (Karte)                                                            | Bezeichnet mit 1926 | Bezeichnet mit „Erbaut 1926 von der Stadt Görlitz“, Art-déco-Gestaltung. Baugeschichtlich und sozialgeschichtlich von Bedeutung. | 09282937 |
| Direkt Bild zu diesem Denkmal hochladen | Speicher, Wohnhaus | Am Hirschwinkel 20, 21 (Karte)                                                        | 1869 | Als Speicher 1869 errichtet, von der Kommune 1927 zum Wohnhaus ausgebaut, stadtbaugeschichtlich und baugeschichtlich von Bedeutung. Tief eingeschnittenes Portal, gestaltete Fassade mit Putzprofilen, Stadtwappen über der Tür. | 09285381 |
|                                         | Straßen der Nikolaivorstadt mit Bürgersteigen und Granitpflasterungen sowie Stadtmauer der Vorstadt | Bogstraße (Karte)                                                                     | 19. Jahrhundert | Mauer erhalten unter anderem als hintere Grenzmauer der Grundstücke des westlichen Obersteinweges, im nördlichen Verlauf erkennbar durch die Grundstücksgrenzen, unter der Straße Lunitz der Kanal des Lunitzbaches, stadtgeschichtlich und straßenbildprägend von Bedeutung. Gehwege zum Teil aus Granitplatten. Bogstraße zählt zu den ersten Straßen der Kaufmannssiedlung. | 09282816 |
|                                         | Wohnhaus in geschlossener Bebauung, Eckhaus | Bogstraße 1 (Lunitz 22) (Karte)                                                       | 16. Jahrhundert | Renaissancehaus, baugeschichtlich und hausgeschichtlich von Bedeutung. Biedermeier-Segmentbogentür mit zwei Flügeln, Laibung Granit. | 09282795 |
|                                         | Wohnhaus in geschlossener Bebauung, mit Laden mit originaler Front | Bogstraße 2 (Karte)                                                                   | Kern sicher 16. Jahrhundert | Baugeschichtlich und von Bedeutung. Erdgeschossladen um 1850. Putznutungen. | 09282796 |
|                                         | Wohnhaus in geschlossener Bebauung | Bogstraße 3 (Karte)                                                                   | 18. Jahrhundert | Baugeschichtlich von Bedeutung, Haustür um 1800 | 09282797 |
|                                         | Wohnhaus in geschlossener Bebauung | Bogstraße 4 (Karte)                                                                   | 1880er Jahre | Städtebaulich und baugeschichtlich von Bedeutung. Drittes Obergeschoss im 19. Jahrhundert aufgestockt. | 09282798 |
|                                         | Wohnhaus in geschlossener Bebauung, mit kleinem Laden mit originaler Front | Bogstraße 5 (Karte)                                                                   | Um 1800, im Kern spätmittelalterlich | Baugeschichtlich und städtebaulich von Bedeutung. Rundbogentür mit Biedermeierflügeln. Erdgeschossladen mit originaler Front, um 1850. | 09282799 |
|                                         | Wohnhaus in geschlossener Bebauung | Bogstraße 6 (Karte)                                                                   | 3. Viertel 19. Jahrhundert | Städtebaulich und baugeschichtlich von Bedeutung | 09282800 |
|                                         | Wohnhaus in geschlossener Bebauung | Bogstraße 7 (Karte)                                                                   | 16. Jahrhundert | Breitgelagerter Renaissancebau mit Giebel zur Straße, baugeschichtlich und straßenbildprägend von Bedeutung. Giebel mit Krüppelwalm zur Straße. Strebepfeiler, Korbbogentür. Kugel von 1813 eingeschossen. | 09282801 |
|                                         | Wohnhaus in geschlossener Bebauung | Bogstraße 8 (Karte)                                                                   | Anfang 19. Jahrhundert | Klassizistische Fassade, baugeschichtlich und straßenbildprägend von Bedeutung. Putzquaderung, originale Fenster. | 09282802 |
|                                         | Wohnhaus in geschlossener Bebauung | Bogstraße 9 (Karte)                                                                   | 2. Viertel 19. Jahrhundert | Breitgelagertes Gebäude des Spätklassizismus, baugeschichtlich und städtebaulich von Bedeutung | 09282803 |
|                                         | Wohnhaus in geschlossener Bebauung | Bogstraße 10 (Karte)                                                                  | 2. Viertel 19. Jahrhundert | Baugeschichtlich von Bedeutung. Drei Achsen mit Putzgliederung. Biedermeierhaustür. | 09282804 |
|                                         | Wohnhaus in geschlossener Bebauung | Bogstraße 11 (Karte)                                                                  | 18. Jahrhundert | Haustür um 1850, Mansarddach mit Schleppgauben, baugeschichtlich von Bedeutung | 09282805 |
|                                         | Wohnhaus in geschlossener Bebauung | Bogstraße 12 (Karte)                                                                  | 18. Jahrhundert | Baugeschichtlich und von Bedeutung. An Ecke Porträtkopf. Portal mit Inschrift. | 09282806 |
|                                         | Wohnhaus in nach rechts geschlossener Bebauung, mit linkem Anbau und Granitbrunnenbecken links vom Haus | Bogstraße 14 (Karte)                                                                  | Kern sicher 16. Jahrhundert (Wohnhaus); bezeichnet mit 1870 (Brunnen) | Relikt der historischen Wasserversorgung, auf Plan 1794 als Rohrbütte verzeichnet, baugeschichtlich und städtebaulich von Bedeutung. Haus später aufgestockt. Biedermeierhaustür. | 09282807 |
|                                         | Wohnhaus in geschlossener Bebauung | Bogstraße 15 (Karte)                                                                  | Kern sicher 16. Jahrhundert | Baugeschichtlich von Bedeutung. Drempelgeschoss, Biedermeierhaustür. | 09282808 |
|                                         | Wohnhaus in geschlossener Bebauung | Bogstraße 16 (Karte)                                                                  | Kern vielleicht 16. Jahrhundert | Baugeschichtlich von Bedeutung. Ladenfront Ende 19. Jahrhundert. | 09282809 |
|                                         | Wohnhaus in geschlossener Bebauung | Bogstraße 17 (Karte)                                                                  | Vermutlich Anfang 18. Jahrhundert | Baugeschichtlich von Bedeutung | 09282810 |
|                                         | Wohnhaus in geschlossener Bebauung, mit Laden | Bogstraße 18 (Karte)                                                                  | Kern 16. Jahrhundert | Haus mit altem Kern, zweites und drittes Obergeschoss 1858 aufgesetzt, baugeschichtlich von Bedeutung. Ladenfront um 1900. Innen Gratgewölbe. Baumaßnahmen 1858 unter Carl Traugott Mosch. 1869 hinten im Grundstück 1869 Wohnhaus von Fleischermeister Jäkel. | 09282811 |
|                                         | Wohnhaus in geschlossener Bebauung | Bogstraße 19 (Karte)                                                                  | 16. Jahrhundert | Giebelstellung, baugeschichtlich von Bedeutung. Haus zu. Zwei Geschosse zu zwei Achsen. Im Giebel zwei weitere Geschosse. | 09282812 |
|                                         | Wohnhaus in geschlossener Bebauung | Bogstraße 20 (Karte)                                                                  | 16. Jahrhundert | Giebelstellung, baugeschichtlich von Bedeutung. Im Giebel zwei Geschosse, Giebel kragt über Erdgeschossflucht hinaus. | 09282813 |
|                                         | Wohnhaus in geschlossener Bebauung, mit Laden | Bogstraße 21 (Karte)                                                                  | Anfang 19. Jahrhundert | Baugeschichtlich und städtebaulich von Bedeutung, Laden mit alter Front | 09282814 |
|                                         | Mietshaus in geschlossener Bebauung, mit Läden mit originalen Fronten | Bogstraße 22, 23 (Karte)                                                              | Um 1890 | Baugeschichtlich und städtebaulich von Bedeutung, Läden mit originaler Front | 09282815 |
|                                         | Straßen der Nikolaivorstadt mit Bürgersteigen und Granitpflasterungen sowie Stadtmauer der Vorstadt | Finstertorstraße (Karte)                                                              | 19. Jahrhundert | Mauer erhalten unter anderem als hintere Grenzmauer der Grundstücke des westlichen Obersteinweges, im nördlichen Verlauf erkennbar durch die Grundstücksgrenzen, unter der Straße Lunitz der Kanal des Lunitzbaches, stadtgeschichtlich und straßenbildprägend von Bedeutung. Gehwege zum Teil aus Granitplatten. | 09282816 |
|                                         | Wohnhaus, ländlich mit Krüppelwalmdach | Finstertorstraße 1 (Karte)                                                            | 18. Jahrhundert | Ländlich mit Krüppelwalmdach, baugeschichtlich von Bedeutung | 09282939 |
| Direkt Bild zu diesem Denkmal hochladen | Wohnhaus in nach rechts geschlossener Bebauung | Finstertorstraße 1a (Karte)                                                           | Um 1830/1840 | Städtebaulich von Bedeutung | 09285407 |
|                                         | Wohnhaus in nach links geschlossener Bebauung | Finstertorstraße 1b (Karte)                                                           | 2. Viertel 19. Jahrhundert | Städtebaulich von Bedeutung, originale Haustür, Fensterbedachungen, Hauptgesims | 09285408 |
|                                         | Wohnhaus | Finstertorstraße 4 (Karte)                                                            | 18. Jahrhundert | Zweigeschossig schlicht mit Satteldach, baugeschichtlich von Bedeutung | 09282940 |
|                                         | Wohnhaus | Finstertorstraße 5 (Karte)                                                            | 18. Jahrhundert | Eingeschossig mit Krüppelwalmdach, baugeschichtlich von Bedeutung, schöne alte Haustür | 09282941 |
|                                         | Wohnhaus | Finstertorstraße 6 (Karte)                                                            | 18. Jahrhundert | Zweigeschossig mit gebrochenem Dach mit Krüppelwalmen, baugeschichtlich von Bedeutung | 09282942 |
|                                         | Wohnhaus | Finstertorstraße 7 (Karte)                                                            | 18. Jahrhundert | Eingeschossig mit Fledermausgaube und Krüppelwalmdach, baugeschichtlich von Bedeutung | 09282943 |
|                                         | Wohnhaus des Scharfrichters mit Mauer zum Finstertor und Nebengebäude | Finstertorstraße 8 (Karte)                                                            | Bezeichnet mit 1666, erwähnt schon 1586 | An südlicher Giebelseite Sandsteintafel mit Inschrift „Im Jahre Christi A 1676 L S B“ Lorenz Straßburger, Fachwerk mit Andreaskreuzen, baugeschichtlich und ortsgeschichtlich von Bedeutung. Gemäß Jecht S. 665 Wohnhaus des Scharfrichters endgültig ab 1601. | 09282944 |
| Weitere Bilder                          | Finstertor; Torgebäude als Teil der Stadtbefestigung, mit spitzbogiger Durchfahrt | Finstertorstraße 8a (Karte)                                                           | Vor 1455 | Darüber Räume, baugeschichtlich und stadtgeschichtlich von Bedeutung. Einziger erhaltener Torbogen der Stadt. | 09282947 |
|                                         | Wohnhaus in nach rechts geschlossener Bebauung mit Hecht | Finstertorstraße 9 (Karte)                                                            | Anfang 19. Jahrhundert | Baugeschichtlich von Bedeutung | 09282945 |
|                                         | Wohnhaus in geschlossener Bebauung | Finstertorstraße 9a (Karte)                                                           | Anfang 19. Jahrhundert | Baugeschichtlich von Bedeutung | 09282946 |
|                                         | Mietshaus in geschlossener Bebauung, Eckhaus | Finstertorstraße 10 (Große Wallstraße 22) (Karte)                                     | 3. Viertel 19. Jahrhundert | Städtebaulich von Bedeutung, Fassade geglättet, aber noch Konsolfries, Gurtgesims und Zahnschnitt | 09282898 |
| Weitere Bilder                          | Neuer Friedhof (Sachgesamtheit) | Friedhofstraße 8, 8a (Karte)                                                          | 1880 | Stadthistorisch und landschaftsgestaltend von Bedeutung | 09303037 |
| Weitere Bilder                          | Verwaltungsgebäude mit Toranlage und Nebengebäude an der Friedhofstraße, Friedhofsmauer, eine Reihe künstlerisch wertvoller Grabmale und solche bedeutender Persönlichkeiten, das Denkmal für Opfer des Kapp-Putsches von 1920, gestiftet 1929 von den Görlitzer Sozialisten als von Ziegelmauern eingefasste Fläche, in der hinteren Mauer 3 Platten mit Inschrift, das Kriegerdenkmal Erster Weltkrieg aus dem Jahr 1926 als kubischer, nach oben offener Bruchsteinbau mit Stele für Feuer, sieben Grabsteine für die Toten des im Ersten Weltkrieg in Görlitz internierten griechischen Armeekorps als Obelisk auf Postamenten, Grabanlage für 606 Gefallene des Zweiten Weltkriegs mit Holzkreuz in der Mitte und einzelnen Grabplatten, Grabanlage für ausländische zivile Opfer des Zweiten Weltkriegs als Anlage mit stehenden und liegenden Grabsteinen (Einzeldenkmale zu ID-Nr. 09303037) | Friedhofstraße 8, 8a (Karte)                                                          | Um 1900 (Friedhofsverwaltung); 1914–1918 (Grabanlage für griechische Kriegsopfer); 1939–1945 (Grabanlage für ausländische zivile Opfer); 1926 (Kriegerdenkmal Erster Weltkrieg); nach 1945 (Kriegerdenkmal Zweiter Weltkrieg) | Einzeldenkmale der Sachgesamtheit Neuer Friedhof, stadthistorisch von Bedeutung | 09282987 |
| Direkt Bild zu diesem Denkmal hochladen | Bauernhaus, Scheune und Turm mit Federvieh-Stall und oben abschließendem Taubenhaus eines Bauernhofes | Friedhofstraße 9 (Karte)                                                              | Anwesen vielleicht 18. Jahrhundert (Bauernhof); 18. Jahrhundert (Bauernhaus); 1717 (Taubenturm) | Nördlich des Ölberggartens gelegen, baugeschichtlich und wirtschaftsgeschichtlich von Bedeutung. Haus längs der Straße ist an den Fassaden ziemlich verändert, u. a. neue Fenster, hat aber noch alle alten Fledermausgaupen. Rechtwinklig oben dazu stehende Scheune hat Krüppelwalmdach. Rechts davon steht der dreigeschossige Turm des Federviehstalls, dessen untere Geschosse aus Feldsteinen sind, der Abschnitt unter der Traufe aus Holz, das Dach ist kegelförmig und mit einer Wetterfahne „1717“ versehen. | 09281551 |
|                                         | Straßen der Nikolaivorstadt mit Bürgersteigen und Granitpflasterungen sowie Stadtmauer der Vorstadt | Große Wallstraße (Karte)                                                              | 19. Jahrhundert | Mauer erhalten unter anderem als hintere Grenzmauer der Grundstücke des westlichen Obersteinweges, im nördlichen Verlauf erkennbar durch die Grundstücksgrenzen, unter der Straße Lunitz der Kanal des Lunitzbaches, stadtgeschichtlich und straßenbildprägend von Bedeutung. Gehwege zum Teil aus Granitplatten. Große Wallstraße mit Basaltpflaster und Granitgehwegplatten, gehört zur Struktur des alten Dorfes im Bereich. | 09282816 |
| Weitere Bilder                          | Nikolaikirche und Nikolaikirchhof (Sachgesamtheit) | Große Wallstraße (Karte)                                                              | 1310 (erste Erwähnung); 1625 (Erweiterung) | Sachgesamtheit Nikolaikirche und Nikolaikirchhof mit folgenden Einzeldenkmalen: Kirche, deren Innenraum 1925–1926 als Gedenkstätte für die Gefallenen des Ersten Weltkrieges umgestaltet wurde, sämtliche Gruftkapellen und Grabmale aus dem 17.–19. Jahrhundert, das Jakob-Böhme-Grab, der Pestplan und die Friedhofsmauer mit Toren (siehe unter gleicher Anschrift Obj. 09282882) sowie die Friedhofsgestaltung (Gartendenkmal) mit Wegesystem, Linden-Allee, Reste der Baumreihe und markanter Einzelbäume wie „Moller-Linde“ und „Schrickel-Linde“ und der Kirchhof als Sachgesamtheitsteil; seit 1847 geschlossen, älteste Begräbnisstätte der Stadt Görlitz, äußerst seltenes und beredtes Zeugnis städtischer Sepulkralkultur der Zeit von 1600 bis 1850, baugeschichtlich, kunstgeschichtlich, sepulkralgeschichtlich und ortsgeschichtlich von Bedeutung. Belegt bis Mitte des 19. Jahrhunderts. Älteste Grufthäuser aus der Renaissance, doch vor allem barocke Mausoleen und Grabmale, teils von bemerkenswerter künstlerischer Qualität, prägen das Bild. Viele klassizistische und frühe historistische Grabmale. Nikolaikirche: Seit jeher als Begräbniskirche genutzt. Erst 1298 urkundliche Erwähnung als Parochialkirche außerhalb der Stadt. Wohl ursprünglich Holzbau, Bezeichnung auch Kirche zu St. Nikolai und St. Katharinae. Wiederherstellung nach Bränden von 1642 und 1717. Nutzung als evangelisch-lutherische Begräbniskirche. Dreischiffige Hallenkirche. Parochialkirche, im Inneren 1925/26 durch Martin Elsässer grundlegend umgebaut. | 09281593 |
| Weitere Bilder                          | Einzeldenkmale der Sachgesamtheit Nikolaikirche und Nikolaikirchhof: Kirche, deren Innenraum 1925/26 als Gedenkstätte für die Gefallenen des Ersten Weltkrieges umgestaltet wurde, sämtliche Gruftkapellen und Grabmale aus dem 17. bis 19. Jahrhundert, das Jakob-Böhme-Grab, der Pestplan und die Friedhofsmauer (siehe auch Sachgesamtheitsdokument Obj. 09281593) | Große Wallstraße (Karte)                                                              | 1452 begonnen, weitergeführt 1516–1520 (Kirche); 16. bis 19. Jahrhundert (Grabmal); 17./18. Jahrhundert (Grufthaus); 1925/26 (Kriegerdenkmal)                                                                                 | Baugeschichtlich, kunstgeschichtlich, sepulkralgeschichtlich und ortsgeschichtlich von Bedeutung. Hallenkirche aus verputztem Bruchstein und Sandstein. – Die um 1100 gegründete Kirche bis 1372 einzige Pfarrkirche der Stadt. Grundsteinlegung des heutigen Baues 1452, dann Zurückstellung der Arbeiten zugunsten der Peterskirche bis 1515. Bauarbeiten für eine westliche Erweiterung seit 1517 durch Wendel Roskopf d. Ä., am 8. Mai 1520 Weihe. 1543 musste das Dach, das einzustürzen drohte, abgetragen werden, Neueindeckung 1582. Durch Brand 1642 zerstört, bis 1649 Wiederherstellung, 1717 abermalige Zerstörung durch Brand. Bis Ende 1722 Wiederaufbau mit einer hölzernen, illusionistisch bemalten Flachdecke, Dachreiter 1786. 1925–26 tiefgreifender Umbau des Innenraums zu einer Gedächtnisstätte für die im 1. Weltkrieg Gefallenen durch Martin Elsaesser. Bis 1967 traten schwere Schäden durch die zu schwache Innenkonstruktion auf, Außen- und Innenrestaurierung 1974–76. Von Strebepfeilern umgebene Hallenkirche, Chor mit 5/12–Schluss, abgewalmtes Satteldach. Breite Spitzbogenfenster mit verkleinerten Öffnungen. Westportal mit zwei spitzbogigen Eingängen und reich profiliertem Gewände. Über dem leicht spitzbogigen Südportal, datiert 1517, ebenfalls mit reich profiliertem Gewände ein Sandsteinrelief mit Kreuzigungsszene, flankiert von vollplastischen Sandsteinfiguren der Heiligen Nikolaus und Katharina. Der gesprengeartige Abschluss unvollständig. An der Nordseite modern umgebaute Sakristei. Im Innern dreischiffig, das expressionistische Gewölbe auf acht trichterförmigen Stahlbetonsäulen, anstelle der zwölf spätgotischen Achteckpfeiler. Wandgestaltung von 1925 nur noch an der Westempore zu erkennen. Vom barocken Inventar nach 1717 ist der hölzerne Altar erhalten. Das Altarbild „Noli me tangere“, seitlich gerahmt von Säulen und Engelsfiguren, baldachinartiger Abschluss. Westempore mit zwei freiplastischem Figuren von Martin Elsaesser. Kirche im Bereich des Nikolaifriedhofs (e Friedhöfe) mit zahlreichen Epitaphien und drei Gruftgebäuden, an der Nordseite Emmerich-Gruft, erbaut 1721 (Grabsteine ab 1632). | 09282882 |
|                                         | Wohnhaus in nach rechts geschlossener Bebauung, Ecklage zum Nikolaigraben und dahinterliegendes kleines Nebengebäude | Große Wallstraße 1 (Karte)                                                            | 18. Jahrhundert | Baugeschichtlich und städtebaulich von Bedeutung. Schöne originale Haustür mit halben Sonnenrosen. | 09282883 |
|                                         | Wohnhaus in nach links geschlossener Bebauung | Große Wallstraße 2 (Karte)                                                            | Um 1800 | Städtebaulich von Bedeutung. Haus einst auf vier Geschosse aufgestockt und nach 1990 wieder auf drei Geschosse gebracht. | 09282884 |
|                                         | Wohnhaus | Große Wallstraße 5 (Karte)                                                            | Bezeichnet mit 1808 | Inschrift mit Jahreszahl 1808 und Monogramm C.S.K. sowie Hausmarke, baugeschichtlich und straßenbildprägend von Bedeutung. Spätbarockes Haus. Erneuerung um 1900. Originale Haustür. Erdgeschoss Halle mit Stichkappen. | 09282885 |
|                                         | Wohnhaus in geschlossener Bebauung, Eckhaus | Große Wallstraße 6 (Kleine Wallstraße 1) (Karte)                                      | 18. Jahrhundert | Mit Eckturm, baugeschichtlich und städtebaulich von Bedeutung | 09283840 |
|                                         | Wohnhaus in geschlossener Bebauung, Eckhaus zur Rothenburger Straße | Große Wallstraße 9 (Karte)                                                            | 3. Viertel 19. Jahrhundert | Städtebaulich von Bedeutung | 09282886 |
|                                         | Wohnhaus in geschlossener Bebauung, Eckhaus | Große Wallstraße 10 (Rothenburger Straße 4) (Karte)                                   | 18. Jahrhundert | Baugeschichtlich und städtebaulich von Bedeutung. Schließt kleinen Hof ein. | 09282887 |
|                                         | Wohnhaus in geschlossener Bebauung | Große Wallstraße 11 (Karte)                                                           | 18. Jahrhundert | Baugeschichtlich und städtebaulich von Bedeutung | 09282888 |
|                                         | Wohnhaus in geschlossener Bebauung | Große Wallstraße 12 (Karte)                                                           | Nach 1800 | Baugeschichtlich und städtebaulich von Bedeutung | 09282889 |
|                                         | Wohnhaus in geschlossener Bebauung | Große Wallstraße 13 (Karte)                                                           | 1. Hälfte 19. Jahrhundert | Städtebaulich von Bedeutung | 09282890 |
|                                         | Wohnhaus in nach rechts geschlossener Bebauung, Ecklage | Große Wallstraße 15 (Kleine Wallstraße 9) (Karte)                                     | 1. Viertel 19. Jahrhundert | Städtebaulich von Bedeutung. Biedermeierhaustür. | 09282891 |
|                                         | Kleinkinder-Bewahr-Anstalt, nach rechts freistehend mit kleinem Anbau mit Nische | Große Wallstraße 16 (Karte)                                                           | 1850 (Aus- und Neubau) | Zum Anwesen gehören auch das Hofgebäude Nummer 16a und die Kleine Wallstraße 8, Bütte als Relikt der historischen Wasserversorgung, baugeschichtlich und sozialgeschichtlich von Bedeutung. Bau mit einseitigem Krüppelwalm. Biedermeierhaustür. Barocke Fenstergitter und Profile. Jecht schreibt von einem städtischen Kindergarten zu seiner Zeit. Er bekundet den Aus- und Neubau für 1850. | 09282892 |
|                                         | Knaben-Beschäftigungsanstalt | Große Wallstraße 16a (Karte)                                                          | 1888 | Gebaut mit den Mitteln der Kloßschen Stiftung von der Stadt unter Magistrat Reichert, zum Anwesen gehören auch die Nummer 16 und die Kleine Wallstraße 8, sozialgeschichtlich und baugeschichtlich von Bedeutung. Kloßsche Stiftung 1843 von der Regierung in Liegnitz als selbständige und milde Stiftung anerkannt zweigeschossiger Klinkerbau, erstreckt sich lang in die Tiefe des Grundstücks. | 09282893 |
|                                         | Mietshaus in geschlossener Bebauung | Große Wallstraße 17 (Karte)                                                           | Um 1880 (Fassade, Kern älter) | Baugeschichtlich und städtebaulich von Bedeutung. Originale Haustür. | 09282894 |
|                                         | Wohnhaus in nach links geschlossener Bebauung | Große Wallstraße 18 (Karte)                                                           | 2. Viertel 19. Jahrhundert | Baugeschichtlich und städtebaulich von Bedeutung. Originale Fenster. | 09282895 |
|                                         | Nikolaischule; Volksschule | Große Wallstraße 19, 20 (Karte)                                                       | 1848/49 | Stattlicher klassizistischer Bau mit rundbogigen Fenstern und Putzquaderung, baugeschichtlich und ortsgeschichtlich von Bedeutung. Bau ist in zwei Teile gegliedert, zuerst wurde der linke Teil errichtet. | 09282896 |
|                                         | Mietshaus in geschlossener Bebauung, Eckhaus | Große Wallstraße 22 (Hauptanschrift: Finstertorstraße 10) (Karte)                     | 3. Viertel 19. Jahrhundert | Städtebaulich von Bedeutung. Fassade geglättet, aber noch Konsolfries, Gurtgesims und Zahnschnitt. | 09282898 |
|                                         | Stützmauer entlang der Straße und im Grundstück aus Bruchstein | Große Wallstraße 23, 24 (Karte)                                                       | 19. Jahrhundert | Stadtgeschichtlich und straßenbildprägend von Bedeutung | 09285409 |
|                                         | Wohnhaus in geschlossener Bebauung | Große Wallstraße 27 (Karte)                                                           | 18. Jahrhundert | Barockes Portal mit wappenförmigem Schlussstein, baugeschichtlich und städtebaulich von Bedeutung | 09282900 |
|                                         | Wohnhaus in geschlossener Bebauung | Große Wallstraße 28 (Karte)                                                           | 18. Jahrhundert | Baugeschichtlich und städtebaulich von Bedeutung | 09282901 |
|                                         | Wohnhaus in geschlossener Bebauung | Große Wallstraße 29 (Karte)                                                           | Bezeichnet mit 1722 | Linker Flügel Art-déco-Gestaltung mit typischen Giebeln, rechts Barockportal mit Tuchscherer-Abzeichen im Schlussstein, baugeschichtlich und städtebaulich von Bedeutung. Zwei oder drei alte Hauseinheiten, Fenstergitter um 1722. Jecht: Im Schlussstein Tuchscherer-Abzeichen, Jahreszahl 1722 und Buchstaben C.T. für Christian Tobias. R. Jecht schreibt, es wäre zur Zeit des Buches (1927–34) Jugendhaus von Bruno und Liesbeth Katz. | 09282902 |
|                                         | Mietshaus in geschlossener Bebauung | Große Wallstraße 30 (Karte)                                                           | Um 1880 | Städtebaulich von Bedeutung | 09282903 |
|                                         | Wohnhaus in geschlossener Bebauung | Große Wallstraße 31 (Karte)                                                           | 2. Hälfte 18. Jahrhundert | Sehr hohes Dach mit drei Hechten, baugeschichtlich und städtebaulich von Bedeutung | 09282904 |
|                                         | Wohnhaus in geschlossener Bebauung | Große Wallstraße 32 (Karte)                                                           | Anfang 19. Jahrhundert | Baugeschichtlich von Bedeutung. Biedermeierhaustür. Haus nur zwei Achsen schmal. | 09282905 |
|                                         | Wohnhaus in geschlossener Bebauung | Große Wallstraße 33 (Karte)                                                           | Um 1800 | Hohes Dach mit zwei Hechten, baugeschichtlich von Bedeutung | 09282906 |
|                                         | Wohnhaus in nach links geschlossener Bebauung | Große Wallstraße 34 (Karte)                                                           | 1797 | Im Giebel Sandsteintafel mit Monogramm CJK, über Portal bezeichnet mit 1808, baugeschichtlich von Bedeutung. Spätbarocker Bau mit steilen Proportionen. | 09282907 |
|                                         | Wohnhaus in nach rechts geschlossener Bebauung | Große Wallstraße 35 (Karte)                                                           | Um 1800 | Drei Hechthauben, Haus um 1900 überformt, baugeschichtlich von Bedeutung | 09282908 |
|                                         | Wohnhaus in nach links geschlossener Bebauung | Große Wallstraße 37, 38 (Karte)                                                       | Anfang 19. Jahrhundert | Baugeschichtlich von Bedeutung. Erdgeschoss innen große Bögen. Durch Teilung des Grundstückes Hausnummer 37/38. An der Hausrückseite neuer Anbau. | 09282909 |
| Weitere Bilder                          | Tuchfabrik Bergmann und Krause; Lausitzer Volltuchfabrik; Zwei Fabrikgebäude einer Tuchfabrik mit überbauter Durchfahrt, ein Wohnhaus mit Giebel zum Grünen Graben, ein Schornstein sowie alle Einfriedungsmauern aus Ziegel-, Bruchstein- und zyklopisch versetztem Mauerwerk | Grüner Graben 20 (Hauptanschrift: Lunitz 10) (Karte)                                  | 2. Hälfte 19. Jahrhundert (Fabrikgebäude); um 1890 (Fabrikgebäude und Wohnhaus); bezeichnet mit 1892 (Schornstein) | Anlehnung an Schinkelsche Neugotik, baugeschichtlich, ortsgeschichtlich und technikgeschichtlich von Bedeutung. Beide Fabrikgebäude (Grüner Graben 20 und Lunitz 10) straßenbegleitend, an der Lunitz mit Abwinklung. Beschreibung 1993: „Vergleichsweise aufwendige Gestaltung mit verschiedenen Putzgliederungen. Bau am Grünen Graben mit Bruchsteinsockel in der Art der Jägerkaserne, sicher aus den 1850er Jahren, sonst Ziegel verputzt.“ – Bis 2003 standen die Fabrikgebäude unter der Adresse Grüner Graben 19 und 20 in der Denkmalliste. Abriss Maschinenhaus 2003. | 09282780 |
| Weitere Bilder                          | Verwaltungsgebäude der Städtischen Gasanstalt Lunitz 8, mit Garteneinfriedung als Weiterführung der Mauer Jägerkaserne mit zwei Toreinfahrten und Pforte von 1885 sowie Vorgarten | Grüner Graben 21 (Karte)                                                              | 1854 (Villa); 2. Hälfte 19. Jahrhundert (Vorgarten) | Baugeschichtlich und gartenkünstlerisch von Bedeutung. Villa mit großem Garten, Hofeinfahrt Klinker mit drei Pfeilern, Mauer zyklopisches Bruchsteinmauerwerk mit Klinker. Haus verputzte Ziegel, Mittelrisalit, Zahnschnittfries an Stockwerksgesims, Konsolfries an Hauptgesims, originale Fenster und Türen, Putznutungen Beschreibung des Gartendenkmals (Silke Epple, 10. September 2008): - Bauliche Schutzgüter: - Gebäude: Verwaltungsgebäude der Städtischen Gasanstalt Lunitz 8 - Einfriedung: Einfriedungsmauer aus Zyklopenmauerwerk aus Granit mit Rollkante aus Backstein und Abdeckplatten aus Granit - Erschließung: - Zugänge: zwei Zufahrtstore, dazwischen ein Zugangstor, alle Tore mit Backstein-Pfeilern und Abdeckplatten aus Granit, südliches Zufahrtstor mit Granit-Kugel auf den Pfeilern, aufwändig gestaltete schmiedeeiserne Tore - Wegesystem: sich kreuzender Nord-Süd- und Ost-West-Weg vom Zugangstor zum Eingang der Villa, aus großformatigen Granit-Platten mit zweireihiger Pflaster-Kante - Vegetation: - Einzelbäume: Kugel-Ahorn (Acer platanoides ‚Glubosum’) als Rest eines Baumpaares südlich des Ost-West-Weges vom Zugangstor zum Eingang der Villa, zwei Eiben (Taxus baccata links und rechts der Eingangstreppe zur Villa) | 09285378 |
|                                         | Wohnhaus in geschlossener Bebauung | Grüner Graben 29 (Karte)                                                              | Um 1870 | Kopfbau der Blockrandbebauung mit Attika, städtebaulich von Bedeutung | 09303099 |
|                                         | Wohnhaus mit Gaststätte in geschlossener Bebauung, Eckhaus zur Friedhofstraße | Heilige-Grab-Straße 76 (Karte)                                                        | Um 1870 | Städtebaulich von Bedeutung. Ecke zur Friedhofstraße hochgezogen. Im Erdgeschoss rundbogige Fenster. Alte Tür zur Einfahrt. | 09281606 |
|                                         | Wohnhaus in geschlossener Bebauung | Heilige-Grab-Straße 77 (Karte)                                                        | 1864 | Sohlbankgesimse in allen drei obergeschossen, originale Haustür, baugeschichtlich von Bedeutung | 09284996 |
|                                         | Wohnhaus in geschlossener Bebauung | Heilige-Grab-Straße 78 (Karte)                                                        | Um 1860 | Baugeschichtlich und städtebaulich von Bedeutung. Gesimse, klassizistische Fassade. | 09281605 |
| Weitere Bilder                          | Heiliges Grab; Anlage von a) Heilig-Kreuz-Kapelle mit der Adamskapelle (unten) und der Golgathakapelle (oben), b) Heilig-Grab-Kapelle und c) Salbhaus mit der Skulptur „Die Beweinung Jesu“ von Hans Olmützer sowie Wohnhaus des Kustos, Betsäule, Baumreihe von drei Gedächtnisbäumen (drei Linden, Nachpflanzung) und Einfriedung | Heilige-Grab-Straße 79 (Karte)                                                        | 1481 bis 1504 (Kreuzwegstation); 1853 (Haus des Kustos) | Die Anlage des Heiligen Grabes ist mit dem Ölberggarten (siehe Friedhofstraße Objekt 09280106) und dem Kreuzweg (Straßen der Stadt von der Stadtkirche St. Peter und Paul bis zum Heiligen Grab) im Zusammenhang zu sehen, von künstlerischer, geschichtlicher und wissenschaftlicher Bedeutung. Architekt der Kreuzkapelle Conrad Pflüger. Das Haus des Kustos der Passionsstätte ist aus Klinker und wurde 1853 gebaut. | 09281604 |
| Direkt Bild zu diesem Denkmal hochladen | Keller und Teile vom Erdgeschossgewölbe, dazu Reste vom Portal | Heilige-Grab-Straße 80 (Karte)                                                        | Um 1800 | Baugeschichtlich von Bedeutung. Schlichte Gestaltung, leer, Wohnhaus bis auf Erdgeschossgewölbe und Keller 2007 abgebrochen. | 09281603 |
|                                         | Mietshaus in geschlossener Bebauung | Heilige-Grab-Straße 81 (Karte)                                                        | Um 1890 | Baugeschichtlich und städtebaulich von Bedeutung | 09281602 |
|                                         | Mietshaus in geschlossener Bebauung, mit Laden mit alter Front | Heilige-Grab-Straße 83 (Karte)                                                        | Um 1895 | Baugeschichtlich und städtebaulich von Bedeutung | 09281601 |
|                                         | Gasthaus zur Pilgerschänke, heute in geschlossener Bebauung | Heilige-Grab-Straße 84 (Karte)                                                        | Nach 1850 | Zunächst freistehend, Arbeitergaststätte, ortsgeschichtlich von Bedeutung. Haus wohl bis auf die Fassade abgebrochen, siehe Gaststätten in Görlitz. Originale Erdgeschossfenstergestaltung, Jugendstil-Türen. 1919 hier Ortsgruppe der KPD gegründet. | 09281600 |
|                                         | Mietshaus in vom Typ geschlossener Bebauung, mit zwei Läden mit originalen Fronten | Heilige-Grab-Straße 85 (Karte)                                                        | Um 1900 | Baugeschichtlich und städtebaulich von Bedeutung | 09281599 |
| Weitere Bilder                          | Jägerkaserne; Kaserne des Infanterieregimentes Nr. 19 und Einfriedungsmauer aus Bruchstein mit Klinkerpfeilern, diese verläuft bis einschließlich Nikolaigraben 1 | Hugo-Keller-Straße 14a, 14b, 14c, 14d (Karte)                                         | 1856–1858 | Baugeschichtlich, ortsgeschichtlich und militärgeschichtlich von Bedeutung, straßenbildprägende Wirkung. Mächtiges kastellartiges Geviert um einen Hof. Zyklopisch verlegtes Bruchsteinmauerwerk mit Klinkerpfeilern und Klinkerzinnen. An jeder Gebäudeecke ein quadratischer Turm. Straße ehemals Jüdenring. | 09282557 |
|                                         | Arbeitshaus und städtischer Bauhof | Hugo-Keller-Straße 15, 16 (Karte)                                                     | 1857–1861 | Gleiche Gestaltung in zyklopisch verlegtem Bruchsteinmauerwerk wie die Jägerkaserne, preußische Staatsbauweise, Einfriedung siehe Hugo-Keller-Straße 14a-d, baugeschichtlich und ortsgeschichtlich von Bedeutung. Hausnummernänderung: alt 15/16, neu: 16, Laut Schreiben der Stadtverwaltung Görlitz vom 7. Juli 2016 Anpassung an neue Hausnummernvergabe n. Verbindung mit Neubau Zweifeldsporthalle (Flurstück 574/3, Hugo-Keller-Straße 15). | 09282559 |
| Direkt Bild zu diesem Denkmal hochladen | Straßen der Nikolaivorstadt mit Bürgersteigen und Granitpflasterungen sowie Stadtmauer der Vorstadt | Kleine Wallstraße (Karte)                                                             | 19. Jahrhundert | Mauer erhalten unter anderem als hintere Grenzmauer der Grundstücke des westlichen Obersteinweges, im nördlichen Verlauf erkennbar durch die Grundstücksgrenzen, unter der Straße Lunitz der Kanal des Lunitzbaches, stadtgeschichtlich und straßenbildprägend von Bedeutung. Gehwege zum Teil aus Granitplatten. Basaltpflaster mit Granitplatten für die Gehwege. | 09282816 |
|                                         | Wohnhaus in geschlossener Bebauung, Eckhaus | Kleine Wallstraße 1 (Hauptanschrift: Große Wallstraße 6) (Karte)                      | 18. Jahrhundert | Mit Eckturm, baugeschichtlich und städtebaulich von Bedeutung | 09283840 |
|                                         | Wohnhaus in geschlossener Bebauung | Kleine Wallstraße 2 (Karte)                                                           | 18. Jahrhundert | Baugeschichtlich und städtebaulich von Bedeutung. Haus völlig überformt, sicher barocker Dachstuhl. | 09283863 |
|                                         | Wohnhaus in nach links geschlossener Bebauung | Kleine Wallstraße 3 (Karte)                                                           | Anfang 19. Jahrhundert | Baugeschichtlich von Bedeutung, sieben schöne Fledermausgauben | 09282911 |
|                                         | Wohnhaus in geschlossener Bebauung | Kleine Wallstraße 7 (Karte)                                                           | 18. Jahrhundert | Baugeschichtlich und straßenbildprägend von Bedeutung. Aus zwei im stumpfen Winkel zusammenstoßenden Häusern zusammengesetzt. Älteres hohes Erdgeschoss aus dem 18. Jahrhundert, Drempel, in Sockellage Postamente älterer Fassadengliederung, Obergeschosse 1862. Hofseitig Platte mit Aufschrift „Erbauet von Ernst Böhme 1862“. | 09282914 |
|                                         | Nebengebäude | Kleine Wallstraße 8 (Karte)                                                           | 18. Jahrhundert | Gehört zu Große Wallstraße 16 (und 16a), siehe auch dort, wirtschaftsgeschichtlich von Bedeutung | 09283973 |
|                                         | Wohnhaus in nach rechts geschlossener Bebauung, Ecklage | Kleine Wallstraße 9 (Hauptanschrift: Große Wallstraße 15) (Karte)                     | 1. Viertel 19. Jahrhundert | Städtebaulich von Bedeutung. Biedermeierhaustür. | 09282891 |
|                                         | Wohnhaus in nach rechts geschlossener Bebauung | Kleine Wallstraße 11 (Karte)                                                          | Um 1800 | Baugeschichtlich von Bedeutung | 09282915 |
|                                         | Wohnhaus in nach links geschlossener Bebauung | Kleine Wallstraße 12 (Karte)                                                          | Um 1800 | Baugeschichtlich von Bedeutung | 09282916 |
|                                         | Wohnhaus in geschlossener Bebauung mit Laden mit originaler Front, Eckhaus | Kleine Wallstraße 13 (Hauptanschrift: Rothenburger Straße 2) (Karte)                  | 1890er Jahre | Baugeschichtlich und städtebaulich von Bedeutung | 09282921 |
|                                         | Wohnhaus in geschlossener Bebauung | Kleine Wallstraße 15 (Karte)                                                          | Um 1800 | Baugeschichtlich von Bedeutung, zwei Hechte | 09282919 |
|                                         | Wohnhaus in nach links geschlossener Bebauung | Kleine Wallstraße 16 (Karte)                                                          | Um 1800 | Baugeschichtlich von Bedeutung. Hecht. Originale Fenster und Tür. | 09282920 |
|                                         | Straßen der Nikolaivorstadt mit Bürgersteigen und Granitpflasterungen sowie Stadtmauer der Vorstadt | Lunitz (Karte)                                                                        | 19. Jahrhundert | Mauer erhalten unter anderem als hintere Grenzmauer der Grundstücke des westlichen Obersteinweges, im nördlichen Verlauf erkennbar durch die Grundstücksgrenzen, unter der Straße Lunitz der Kanal des Lunitzbaches, stadtgeschichtlich und straßenbildprägend von Bedeutung. Gehwege zum Teil aus Granitplatten. Straße aus Basaltpflaster mit Granitplatten für die Gehwege und teilweise mit Überdeckung des Lunitzbaches, Ersterwähnung des Straßennamens An der Luncze 1305 unter Bezug auf einen Garten, 1413 geben drei Gärtner Pfefferzins – typisch für Anlieger an Fernhandelsstraßen, Blaschke vermutet hier die Hohe Straße und somit hier die alte Kaufmannssiedlung. | 09282816 |
|                                         | Lunitzbäckerei; Wohnhaus, Eckhaus, mit Bildstock vor dem Haus | Lunitz 1 (Hauptanschrift: Nikolaigraben 3) (Karte)                                    | Kern 16. Jahrhundert (Wohnhaus); 1489 (Bildstock) | Baugeschichtlich und ortsgeschichtlich von Bedeutung. Barockes Korbbogenportal von 1718. Innenhalle mit Gewölben. Ursprünglich längs der Lunitz freistehend. Straßenaltarnische von 1489 (Figuration modern). Mit Bäckerei. | 09282753 |
|                                         | Wohnhaus in nach rechts geschlossener Bebauung und Hofgebäude | Lunitz 2 (Karte)                                                                      | Anfang 19. Jahrhundert | Baugeschichtlich und städtebaulich von Bedeutung. Originale Haustür. | 09282770 |
|                                         | Wohnhaus in geschlossener Bebauung | Lunitz 3 (Karte)                                                                      | 1830er Jahre | Klassizismusfassade, baugeschichtlich und städtebaulich von Bedeutung. Haus links turmartig hochgebaut. | 09282771 |
|                                         | Wohnhaus in geschlossener Bebauung | Lunitz 4 (Karte)                                                                      | Nach Brand 1717, Kern 16. Jahrhundert | Barockhaus, Kern 16. Jahrhundert, baugeschichtlich und hausgeschichtlich von Bedeutung. Wiederaufbau nach 1717. Schwarzküche. Zwei Mittelachsen hochgezogen und mit Dreiecksgiebel bekrönt. | 09282772 |
|                                         | Wohnhaus in geschlossener Bebauung | Lunitz 5 (Karte)                                                                      | Wiederaufbau nach Brand 1717 | Barockhaus, baugeschichtlich von Bedeutung. Zwei Mittelachsen hochgezogen mit Dreiecksgiebel. Originale Haustür. | 09282773 |
|                                         | Wohnhaus in geschlossener Bebauung | Lunitz 6 (Karte)                                                                      | 2. Viertel 19. Jahrhundert | Baugeschichtlich und städtebaulich von Bedeutung. Haus wie 6a und 6b. Schlicht und groß, originale Fenster und Haustüren. | 09282774 |
| Direkt Bild zu diesem Denkmal hochladen | Wohnhaus in geschlossener Bebauung | Lunitz 6a (Karte)                                                                     | 2. Viertel 19. Jahrhundert | Baugeschichtlich und städtebaulich von Bedeutung. Schlichtes großes Haus, originale Fenster und Türen. | 09282775 |
|                                         | Wohnhaus in geschlossener Bebauung, mit ländlichem Hofgebäude | Lunitz 6b (Karte)                                                                     | 2. Viertel 19. Jahrhundert (Wohnhaus); um 1800 (Nebengebäude) | Baugeschichtlich und städtebaulich von Bedeutung. Schlichtes großes Haus, originale Fenster und Türen, Zustimmung zu Teilabbruch (Hinterhaus) wurde am 24. Januar 2001 erteilt und 2001 ausgeführt. | 09282776 |
|                                         | Wohnhaus in geschlossener Bebauung | Lunitz 6c (Karte)                                                                     | Um 1900 | Häuserflucht springt hier zurück, baugeschichtlich und städtebaulich von Bedeutung | 09282777 |
| Weitere Bilder                          | Ländliches Wohnhaus mit Skulptur der Heiligen Dorothea | Lunitz 7 (Karte)                                                                      | 17. Jahrhundert (Wohnhaus); barock (Bildwerk) | Barocke Skulptur befindet sich an der Giebelseite des Hauses, baugeschichtlich, künstlerisch und kunstgeschichtlich von Bedeutung | 09282778 |
| Weitere Bilder                          | Gaswerk mit allen Bestandteilen: Hauptbau für zwei Gasbehälter, das östlich und zum Hof angebaute Reinigungshaus, weiter nach Osten an der Lunitz der Kalkschuppen, nur noch Fassade erhalten und das anschließende Regenerierhaus, südlich des Hauptbaus das Kühler- und Wäschergebäude sowie Einfriedungsmauer und Tore | Lunitz 8; 9 (Karte)                                                                   | 1853/54 (Gasbehälter); Klinkerbauten bis 1889 (Gaswerk) | Das Retortenhaus ganz hinten besteht wohl nicht mehr, Anlass der Erbauung war die Einrichtung einer Straßenbeleuchtung, baugeschichtlich, ortsgeschichtlich und technikgeschichtlich von Bedeutung. Fabrikgebäude in der typischen Görlitzer Bauweise der 1850er Jahre mit Bruchsteinmauerwerk und Klinker. Hauptbau für zwei Gasbehälter aus zyklopischem Bruchsteinmauerwerk. Reinigungshaus, Erdgeschoss Bruchstein, Obergeschoss Klinker. Kalkschuppen, Klinker, eingeschossig, nur noch Fassade. Regenerierhaus, eingeschossig, Klinker. Kühler- und Wäschergebäude aus Klinker mit flachem Satteldach. Ländliches Wohnhaus im Hof 2007 abgerissen. | 09282779 |
| Weitere Bilder                          | Tuchfabrik Bergmann und Krause; Lausitzer Volltuchfabrik; Zwei Fabrikgebäude einer Tuchfabrik mit überbauter Durchfahrt, ein Wohnhaus mit Giebel zum Grünen Graben, ein Schornstein sowie alle Einfriedungsmauern aus Ziegel-, Bruchstein- und zyklopisch versetztem Mauerwerk | Lunitz 10 (Grüner Graben 20) (Karte)                                                  | 2. Hälfte 19. Jahrhundert (Fabrikgebäude); um 1890 (Fabrikgebäude und Wohnhaus); bez. 1892 (Schornstein) | Anlehnung an Schinkelsche Neugotik, baugeschichtlich, ortsgeschichtlich und technikgeschichtlich von Bedeutung. Beide Fabrikgebäude (Grüner Graben 20 und Lunitz 10) straßenbegleitend, an der Lunitz mit Abwinklung. Beschreibung 1993: „Vergleichsweise aufwendige Gestaltung mit verschiedenen Putzgliederungen. Bau am Grünen Graben mit Bruchsteinsockel in der Art der Jägerkaserne, sicher aus den 1850er Jahren, sonst Ziegel verputzt.“ Bis 2003 standen die Fabrikgebäude unter der Adresse Grüner Graben 19 und 20 in der Denkmalliste. Abriss Maschinenhaus 2003. | 09282780 |
|                                         | Wohnhaus in vom Typus geschlossener Bebauung | Lunitz 11 (Karte)                                                                     | Anfang 19. Jahrhundert | Baugeschichtlich und städtebaulich von Bedeutung. Hecht und mittlerer Dachausbau. Zwei Fledermausgauben. Schöne originale Haustür. | 09282781 |
|                                         | Wohnhaus in nach links geschlossener Bebauung | Lunitz 12 (Karte)                                                                     | Anfang 19. Jahrhundert | Baugeschichtlich und städtebaulich von Bedeutung. Hecht und mittlere Dachausbauten, zwei Gauben. Originale Fenster und Haustür. | 09282782 |
|                                         | Wohnhaus in geschlossener Bebauung | Lunitz 12a (Karte)                                                                    | 2. Viertel 19. Jahrhundert | Zum Teil wohl mit gewerblicher Nutzung, baugeschichtlich und städtebaulich von Bedeutung. Großer Bau mit verschiedenen Putzprofilen. | 09282783 |
|                                         | Mietshaus in geschlossener Bebauung | Lunitz 13 (Karte)                                                                     | Um 1900 | Späthistoristische Fassade, baugeschichtlich und städtebaulich von Bedeutung | 09282784 |
|                                         | Mietshaus in geschlossener Bebauung, ehemals mit Restaurant „Zum Zackelfall“ | Lunitz 14 (Karte)                                                                     | Um 1900 | Baugeschichtlich und städtebaulich von Bedeutung | 09282785 |
|                                         | Mietshaus in geschlossener Bebauung | Lunitz 15 (Karte)                                                                     | Um 1890 | Baugeschichtlich und städtebaulich von Bedeutung | 09282786 |
|                                         | Mietshaus in geschlossener Bebauung | Lunitz 16 (Karte)                                                                     | Um 1900 | Historistische Fassade, baugeschichtlich und städtebaulich von Bedeutung. Haustür links geätzte Scheibe. | 09282787 |
|                                         | Wohnhaus in geschlossener Bebauung | Lunitz 17 (Karte)                                                                     | Um 1850 | Spätklassizistische Fassade, baugeschichtlich und städtebaulich von Bedeutung. Originale Haustür. | 09282788 |
|                                         | Wohnhaus in geschlossener Bebauung | Lunitz 18 (Karte)                                                                     | Anfang 19. Jahrhundert | Klassizistische Fassade, baugeschichtlich und städtebaulich von Bedeutung. Originale Fenster und Haustür. | 09282789 |
|                                         | Wohnhaus in geschlossener Bebauung | Lunitz 19 (Karte)                                                                     | Um 1800 | Baugeschichtlich und städtebaulich von Bedeutung. Originale Haustür. | 09285615 |
|                                         | Wohnhaus in geschlossener Bebauung | Lunitz 20 (Karte)                                                                     | Anfang 19. Jahrhundert | Baugeschichtlich und städtebaulich von Bedeutung. Originale Haustür. Haus leer und zu. | 09282790 |
|                                         | Wohnhaus in geschlossener Bebauung | Lunitz 21 (Karte)                                                                     | Anfang 19. Jahrhundert | Baugeschichtlich und städtebaulich von Bedeutung. Zwei mittlere Achsen hochgezogen mit Dreiecksgiebel. Originale Haustür. | 09282791 |
|                                         | Mietshaus in geschlossener Bebauung | Lunitz 21a (Karte)                                                                    | Um 1900 | Baugeschichtlich und städtebaulich von Bedeutung | 09282792 |
|                                         | Wohnhaus in geschlossener Bebauung, Eckhaus | Lunitz 22 (Hauptanschrift: Bogstraße 1) (Karte)                                       | 16. Jahrhundert | Renaissancehaus, baugeschichtlich und hausgeschichtlich von Bedeutung. Biedermeier-Segmentbogentür mit zwei Flügeln, Laibung Granit. | 09282795 |
| Weitere Bilder                          | Krematorium (Einzeldenkmal zu ID-Nr. 09282986) | Luthersteig (Karte)                                                                   | 1913 | Einzeldenkmal der Sachgesamtheit Alter Friedhof und Urnenhain; Bau in der westlichen Erweiterung des Alten Friedhofs, mit großen Freitreppen, erste Feuerbestattungsanlage der Provinz Schlesien, baugeschichtlich und ortsgeschichtlich von Bedeutung. Angelehnt an das Dresdener Krematorium von Fritz Schumacher. Basis war das Gesetz über die Feuerbestattung in Preußen vom 29. September 1911. November 1911 Beschluss über den Bau eines Krematoriums. Was anderes nicht in den Baupolizeiakten. | 09281552 |
| Direkt Bild zu diesem Denkmal hochladen | Straßen der Nikolaivorstadt mit Bürgersteigen und Granitpflasterungen sowie Stadtmauer der Vorstadt | Neugasse (Karte)                                                                      | 19. Jahrhundert | Mauer erhalten unter anderem als hintere Grenzmauer der Grundstücke des westlichen Obersteinweges, im nördlichen Verlauf erkennbar durch die Grundstücksgrenzen, unter der Straße Lunitz der Kanal des Lunitzbaches, stadtgeschichtlich und straßenbildprägend von Bedeutung. Gehwege zum Teil aus Granitplatten. | 09282816 |
|                                         | Wohnhaus | Neugasse 1 (Karte)                                                                    | Um 1905 | Heimatstil mit Fachwerkobergeschoss, Veranda und Hecht, Sockelgeschoss Klinker, baugeschichtlich von Bedeutung | 09282628 |
| Direkt Bild zu diesem Denkmal hochladen | Gasthaus | Neugasse 3 (Karte)                                                                    | 1859/1860 | Klinkerbau, gotisierend, horizontale Klinkerstreifen, ab 1864 Restauration Franz Meerhof mit Tanzsaal, spätestens 1879 „Bergschlößchen“, baugeschichtlich und ortsgeschichtlich von Bedeutung. Eingeschossiger Bau in mehreren Bauteilen. Einst auch Kegelbahn, Kolonnaden, möglicherweise Reste. | 09282629 |
| Direkt Bild zu diesem Denkmal hochladen | Wohnhaus, Seitengebäude und Scheune eines Dreiseithofes | Neugasse 4 (Karte)                                                                    | 1. Hälfte 19. Jahrhundert (Bauernhaus); 19. Jahrhundert (Bauernhof) | Baugeschichtlich und wirtschaftsgeschichtlich von Bedeutung | 09282630 |
| Direkt Bild zu diesem Denkmal hochladen | Wohnstallhaus, Scheune und Einfriedungsmauer eines Zweiseithofes | Neugasse 6 (Karte)                                                                    | Um 1800 | Baugeschichtlich und wirtschaftsgeschichtlich von Bedeutung. Wohnstallhaus (Obergeschoss Fachwerk), Scheune (Fachwerk). | 09282632 |
| Direkt Bild zu diesem Denkmal hochladen | Wohnstallhaus und Scheune eines Zweiseithofes | Neugasse 7 (Karte)                                                                    | 1. Hälfte 19. Jahrhundert | Baugeschichtlich und wirtschaftsgeschichtlich von Bedeutung. Wohnhaus und Scheune sind im Winkel aneinandergebaut. Alles massiv. | 09282040 |
| Direkt Bild zu diesem Denkmal hochladen | Wohnstallhaus und Scheune eines einstigen Bauernhofes | Neugasse 8, 8a (Karte)                                                                | 1. Hälfte 19. Jahrhundert | Baugeschichtlich und wirtschaftsgeschichtlich von Bedeutung. Bauernhof mit Wohnstallhaus an der Straße und umgebauter Scheune. Zwei Scheunen Abbruch, dafür Eigenheime. | 09282041 |
| Direkt Bild zu diesem Denkmal hochladen | Bauernhaus | Neugasse 27 (Karte)                                                                   | 1. Hälfte 19. Jahrhundert | Baugeschichtlich von Bedeutung, Krüppelwalmdach | 09282631 |
| Direkt Bild zu diesem Denkmal hochladen | Gasthaus Forsthaus; Ausflugsgaststätte mit hinterem Saalanbau, Kolonnade, Gartenterrasse und Einfriedungstor | Neugasse 30 (Karte)                                                                   | Um 1880 | Baugeschichtlich und ortsgeschichtlich von Bedeutung, Treppenaufgang | 09285380 |
| Direkt Bild zu diesem Denkmal hochladen | Wohnhaus | Neugasse 31 (Karte)                                                                   | 18. Jahrhundert | Baugeschichtlich von Bedeutung. Durch Rekonstruktion stark überformt. Mansarddach. | 09282627 |
|                                         | Wohnhaus, nach links freistehend | Nikolaigraben 2 (Karte)                                                               | 2. Viertel 19. Jahrhundert | Baugeschichtlich und städtebaulich von Bedeutung | 09282752 |
|                                         | Lunitzbäckerei; Wohnhaus, Eckhaus, mit Bildstock vor dem Haus | Nikolaigraben 3 (Lunitz 1) (Karte)                                                    | Kern 16. Jahrhundert (Wohnhaus); 1489 (Bildstock) | Baugeschichtlich und ortsgeschichtlich von Bedeutung. Barockes Korbbogenportal von 1718. Innenhalle mit Gewölben. Ursprünglich längs der Lunitz freistehend. Straßenaltarnische von 1489 (Figuration modern). Mit Bäckerei. | 09282753 |
|                                         | Wohnhaus in geschlossener Bebauung, Eckhaus, mit Laden mit originaler Front | Nikolaigraben 4 (Karte)                                                               | 1856 | Baugeschichtlich und städtebaulich von Bedeutung, rechts und links Dreiecksgiebel | 09284994 |
|                                         | Wohnhaus in geschlossener Bebauung | Nikolaigraben 5 (Karte)                                                               | 2. Viertel 19. Jahrhundert | Baugeschichtlich und städtebaulich von Bedeutung. Mittelrisalit hochgezogen, unten rundbogige Fenster. Kassettierte schöne Haustür. | 09282754 |
|                                         | Wohnhaus in geschlossener Bebauung, mit originaler Ladenfront um 1910 | Nikolaigraben 6 (Karte)                                                               | 2. Viertel 19. Jahrhundert | Überformung durch Jugendstilfassade mit barocker Wappenkartusche, baugeschichtlich und baukünstlerisch von Bedeutung | 09282755 |
|                                         | Gasthaus „Kronprinz“, heute Wohnhaus, in geschlossener Bebauung | Nikolaigraben 7 (Karte)                                                               | 2. Viertel 19. Jahrhundert, Kern vielleicht älter | Baugeschichtlich und städtebaulich von Bedeutung | 09282756 |
|                                         | Wohnhaus in geschlossener Bebauung | Nikolaigraben 8 (Karte)                                                               | 2. Viertel 19. Jahrhundert | Baugeschichtlich und städtebaulich von Bedeutung | 09282757 |
|                                         | Wohnhaus in geschlossener Bebauung, mit Laden | Nikolaigraben 9 (Karte)                                                               | 2. Viertel 19. Jahrhundert | Baugeschichtlich und städtebaulich von Bedeutung. Laden mit alter Front. | 09282758 |
|                                         | Wohnhaus in geschlossener Bebauung | Nikolaigraben 10 (Karte)                                                              | 2. Viertel 19. Jahrhundert | Baugeschichtlich und städtebaulich von Bedeutung. Putznutungen über den gesamten Bau. | 09282759 |
|                                         | Wohnhaus in geschlossener Bebauung, mit zwei Läden | Nikolaigraben 11 (Karte)                                                              | 1. Hälfte 19. Jahrhundert | Baugeschichtlich und städtebaulich von Bedeutung. Läden mit älterer Front. | 09282760 |
|                                         | Wohnhaus in geschlossener Bebauung | Nikolaigraben 13 (Karte)                                                              | 2. Viertel 19. Jahrhundert | Baugeschichtlich und städtebaulich von Bedeutung | 09282761 |
|                                         | Gasthaus in geschlossener Bebauung, Ecklage zur Rothenburger Straße | Nikolaigraben 14 (Karte)                                                              | 2. Viertel 19. Jahrhundert | Gedenktafel aus DDR-Zeit, betrifft Gründung der KPD, baugeschichtlich und ortsgeschichtlich von Bedeutung. Im Obergeschoss rundbogige Fenster. | 09282762 |
|                                         | Mietshaus in geschlossener Bebauung | Nikolaigraben 16 (Karte)                                                              | Um 1900 | Baugeschichtlich und städtebaulich von Bedeutung | 09282765 |
|                                         | Wohnhaus in geschlossener Bebauung | Nikolaigraben 17 (Karte)                                                              | 1. Hälfte 19. Jahrhundert | Seit 2009 besteht nur das Erdgeschoss und das erste Obergeschoss, städtebaulich von Bedeutung. Einst zwei schöne Hechte. Originale Haustür | 09282766 |
| Direkt Bild zu diesem Denkmal hochladen | Straßen der Nikolaivorstadt mit Bürgersteigen und Granitpflasterungen sowie Stadtmauer der Vorstadt | Obersteinweg (Karte)                                                                  | 19. Jahrhundert | Mauer erhalten unter anderem als hintere Grenzmauer der Grundstücke des westlichen Obersteinweges, im nördlichen Verlauf erkennbar durch die Grundstücksgrenzen, unter der Straße Lunitz der Kanal des Lunitzbaches, stadtgeschichtlich und straßenbildprägend von Bedeutung. Gehwege zum Teil aus Granitplatten. Straße aus Basaltpflaster, teilweise mit Granitplatten, Richard Jecht schreibt zum Obersteinweg folgendes (S. 655): „Nach Westen von der Boggasse biegt der Steinweg ab. Jetzt heißt der westliche Teil mit seiner Ausbuchtung nach Norden Ober-Steinweg, der seine Grenzen nach Süden hin am Kreuztore hat. Der Obersteinweg hieß früher Neugässchen. Das Geschoßbuch von 1775 unterscheidet Neugasse und Ober-Steinweg“. Hinter den Grundstücken des westlichen Obersteinwegs verlief und verläuft zum Teil bis heute die Stadtmauer der Nikolaivorstadt. | 09282816 |
|                                         | Wohnhaus in geschlossener Bebauung | Obersteinweg 1 (Karte)                                                                | Um 1850 | Kopfbau mit Schanze 24, baugeschichtlich und städtebaulich von Bedeutung | 09282862 |
|                                         | Mietshaus in geschlossener Bebauung | Obersteinweg 2 (Karte)                                                                | 1880er Jahre, älterer Kern | Historistische Fassade, baugeschichtlich und städtebaulich von Bedeutung. Schöne verglaste Veranden auf der Hofseite. | 09282864 |
|                                         | Wohnhaus in geschlossener Bebauung | Obersteinweg 3 (Karte)                                                                | Nach 1717 | Barockhaus mit Giebel zur Straße, baugeschichtlich von Bedeutung | 09282865 |
|                                         | Wohnhaus in geschlossener Bebauung und Nebengebäude | Obersteinweg 5 (Karte)                                                                | 1846 | Bauherr Zimmerpolier Johann Carl Friedrich Wende, städtebaulich von Bedeutung | 09285424 |
|                                         | Wohnhaus in geschlossener Bebauung | Obersteinweg 6 (Karte)                                                                | Um 1850 | Städtebaulich von Bedeutung | 09282866 |
|                                         | Wohnhaus in geschlossener Bebauung | Obersteinweg 7 (Karte)                                                                | Um 1840 | Baugeschichtlich und städtebaulich von Bedeutung. Zwei Mittelachsen hochgezogen und mit Dreiecksgiebel versehen. Flankierende Dachausbauten, zwei Hechte. | 09282867 |
|                                         | Wohnhaus in geschlossener Bebauung | Obersteinweg 8 (Karte)                                                                | 18. Jahrhundert | Barockhaus mit Giebel zur Straße, baugeschichtlich und städtebaulich von Bedeutung | 09282868 |
|                                         | Wohnhaus in geschlossener Bebauung | Obersteinweg 9 (Karte)                                                                | 18. Jahrhundert | Barockhaus mit Giebel zur Straße, baugeschichtlich und städtebaulich von Bedeutung | 09282869 |
|                                         | Wohnhaus in geschlossener Bebauung | Obersteinweg 10 (Karte)                                                               | 1843 | Bauherr Maurergeselle Ernst Weisbach, baugeschichtlich und städtebaulich von Bedeutung. Haus schlicht und schmucklos, fügt sich in Straßenzug ein. | 09282870 |
|                                         | Wohnhaus in geschlossener Bebauung | Obersteinweg 11 (Karte)                                                               | 1840 | Baugeschichtlich und städtebaulich von Bedeutung. Erdgeschoss Garageneinbau. Haustür um 1830. | 09282871 |
|                                         | Wohnhaus in geschlossener Bebauung | Obersteinweg 12 (Karte)                                                               | Ende 18. Jahrhundert | Baugeschichtlich und städtebaulich von Bedeutung | 09282872 |
|                                         | Wohnhaus in geschlossener Bebauung | Obersteinweg 13 (Karte)                                                               | Ende 18. Jahrhundert | Baugeschichtlich und städtebaulich von Bedeutung. Klassizistisches Gesims, bossiertes Erdgeschoss. | 09285425 |
|                                         | Wohnhaus in halboffener Bebauung | Obersteinweg 17 (Karte)                                                               | 2. Viertel 19. Jahrhundert | Baugeschichtlich von Bedeutung. Drempelgeschoss, Putznutungen. Originale Fenster und Haustür. | 09282873 |
|                                         | Wohnhaus in halboffener Bebauung | Obersteinweg 18 (Karte)                                                               | Um 1800 | Baugeschichtlich von Bedeutung | 09282874 |
|                                         | Wohnhaus in geschlossener Bebauung, Eckhaus | Obersteinweg 19 (Karte)                                                               | 18. Jahrhundert | Baugeschichtlich und städtebaulich von Bedeutung. Haus mit großem Giebel zum Obersteinweg, zum Steinweg schmal. Durch Reko geschädigt. Bis 2009 irrtümlich auch unter Steinweg 24 in der Denkmalliste. Gebäude besitzt laut ALK-Daten nur Adresse Obersteinweg 19. | 09282875 |
|                                         | Mietshaus in geschlossener Bebauung, Eckhaus | Obersteinweg 20 (Hauptanschrift: Steinweg 23) (Karte)                                 | 1870er Jahre | Klassizistischer Duktus, baugeschichtlich von Bedeutung | 09282837 |
|                                         | Mietshaus in geschlossener Bebauung | Obersteinweg 21 (Karte)                                                               | Bezeichnet mit 1900 | Eklektizistische Fassade, baugeschichtlich und städtebaulich von Bedeutung | 09282876 |
| Weitere Bilder                          | Wohnhaus in geschlossener Bebauung mit Laden mit originaler Front, Eckhaus | Rothenburger Straße 2 (Kleine Wallstraße 13) (Karte)                                  | 1890er Jahre | Baugeschichtlich und städtebaulich von Bedeutung | 09282921 |
|                                         | Wohnhaus in geschlossener Bebauung, Eckhaus | Rothenburger Straße 4 (Hauptanschrift: Große Wallstraße 10) (Karte)                   | 18. Jahrhundert | Baugeschichtlich und städtebaulich von Bedeutung. Schließt kleinen Hof ein. | 09282887 |
|                                         | Wohnhaus in nach links geschlossener Bebauung, mit Hofflügel | Rothenburger Straße 7 (Karte)                                                         | 1758 in Weinholdscher Chronik erstmals erwähnt | Am Haus stand ein Torwächterhäuschen des Nieder- oder Galgentors, 1852 abgerissen, baugeschichtlich und städtebaulich von Bedeutung. Die Ausstattung des Bäckereiladens wahrscheinlich verloren. Dachstuhl neu. Weinholdsche Chronik: 1818 vom Tuchmacher Samuel Gottlob Heller und Salomon Werner gekauft, bauten 1833 im Hofflügel neue Stallungen an. | 09282925 |
|                                         | Wohn- oder Gewerbebau | Rothenburger Straße 8 (Karte)                                                         | 2. Viertel 19. Jahrhundert | Baugeschichtlich von Bedeutung, mit Mittelrisalit und Stallungen, zurückgesetzt | 09282926 |
|                                         | Wohnhaus in nach rechts geschlossener Bebauung | Rothenburger Straße 9 (Karte)                                                         | 2. Viertel 19. Jahrhundert | Baugeschichtlich und städtebaulich von Bedeutung, Drempelgeschoss | 09282927 |
|                                         | Wohnhaus in geschlossener Bebauung | Rothenburger Straße 10 (Karte)                                                        | Um 1880 | Wahrscheinlich gewerbliche Bestimmung, baugeschichtlich und städtebaulich von Bedeutung | 09299965 |
|                                         | Mietshaus in geschlossener Bebauung, mit Laden mit originaler Front | Rothenburger Straße 11 (Karte)                                                        | 1890er Jahre | Baugeschichtlich und städtebaulich von Bedeutung | 09282928 |
|                                         | Mietshaus und Stützmauern | Rothenburger Straße 16 (Karte)                                                        | Um 1900 | Historistisch, Stützmauern Naturstein, baugeschichtlich von Bedeutung. Städtebaulich unpassend. | 09282626 |
|                                         | Scheune und Einfriedungsmauer eines Bauernhofes | Rothenburger Straße 19 (Karte)                                                        | 2. Hälfte 19. Jahrhundert | Baugeschichtlich und wirtschaftsgeschichtlich von Bedeutung | 09282625 |
|                                         | Ländliches Wohnhaus mit Einfriedungsmauer | Rothenburger Straße 21 (Karte)                                                        | Um 1850 | Eingeschossig mit hochgezogenem Mittelteil mit eigenem Dach, baugeschichtlich von Bedeutung. Originale Fenster. Giebel-Mitte betont. Einfriedungsmauer aus Ziegel. | 09282008 |
| Weitere Bilder                          | Wohnstallhaus, Scheune und zwei Seitengebäude eines Vierseithofes | Rothenburger Straße 24 (Karte)                                                        | Bezeichnet mit 1691 (Keller) | Unregelmäßig und sehr alt, baugeschichtlich und wirtschaftsgeschichtlich von Bedeutung. Teils tiefe Keller. Bezeichnung der Bauten von westlichen Bau Nummer 1 an im Uhrzeigersinn: 1 Westlicher großer Bau mit Krüppelwalmdach 2 Nördlicher großer Bau mit Krüppelwalmdach. Wohnstallhaus. Links Hauseingang, rechts Stalleingang 3 Ruinöser Zwischenbau, nur noch Wände. Erdgeschoss Bruchstein, Obergeschoss Ziegel. Um 1883, da war dieser Bau und die 4 abgebrannt 4 Nördliche Scheune an der Straße. Groß und mit Durchfahrt zur Straße. Zum Hof zwei Fledermausgaupen 5 Südlicher Bau an der Straße. Eingeschossig. Ställe. Vielleicht auch eine kleine Wohnung | 09282623 |
| Direkt Bild zu diesem Denkmal hochladen | Brunnenhaus | Rothenburger Straße 24 (bei) (Karte)                                                  | Bezeichnet mit 1843 | Steinerner Trog mit Umhausung, städtisch, stellte die Wasserversorgung der durchziehenden Fuhrwerke sicher, mit Jahreszahl 1843, Umhausung in Ziegel mit Rückwand, vorn einem Bogen, in den Zwickeln eingelassene Kanonenkugeln, Bedachung, gespeist aus dem Stockborn oder einer Quelle, bau- und stadtgeschichtlich von Bedeutung | 09307324 |
|                                         | Mietshaus vom Typ in geschlossener Bebauung | Rothenburger Straße 24a (Karte)                                                       | Um 1880 | Baugeschichtlich und städtebaulich von Bedeutung | 09282621 |
|                                         | Wohnstallhaus eines Bauernhofes | Rothenburger Straße 29 (Karte)                                                        | Um 1850 | Baugeschichtlich von Bedeutung, Scheune nach 1993 abgerissen | 09282034 |
|                                         | Wohnstallhaus und zwei Scheunen eines Dreiseithofes | Rothenburger Straße 32, 32d (Karte)                                                   | 1. Hälfte 19. Jahrhundert | Baugeschichtlich und wirtschaftsgeschichtlich von Bedeutung. Wohnhaus mit Hecht und Fledermausgauben. Alle Bauten massiv. | 09282037 |
|                                         | Ländliches Wohnhaus | Rothenburger Straße 34 (Karte)                                                        | Bezeichnet mit 1841 | Krüppelwalmdach, baugeschichtlich von Bedeutung | 09282039 |
| Direkt Bild zu diesem Denkmal hochladen | Wohnhaus | Rothenburger Straße 35 (Karte)                                                        | 2. Viertel 19. Jahrhundert | Ab 1897/98 Restauration Stadt Düsseldorf, ab 1927 Zum Lindengarten, stattlicher zweigeschossiger Bau mit Drempel und Dreiecksgiebel in der Mitte der Langseite, ein Jahr nach dem danebenliegenden Steuerkontrollhaus gebaut, baugeschichtlich von Bedeutung. Drempelgeschoss, originale Haustür. | 09282620 |
| Direkt Bild zu diesem Denkmal hochladen | Steuerkontrollhaus; Steuerkontrollhaus | Rothenburger Straße 36 (Karte)                                                        | 1852 | Genormter Bau wie Heilige-Grab-Straße 41 und Zittauer Straße 21, baugeschichtlich und ortsgeschichtlich von Bedeutung. Mittelrisalit mit Dreiecksgiebel. | 09282619 |
| Weitere Bilder                          | Villa mit Anbau und darauf aufliegender Holzveranda | Rothenburger Straße 43 (Karte)                                                        | Um 1860 | Repräsentatives Gebäude mit filigranem Stuck, baugeschichtlich von Bedeutung | 09282622 |
|                                         | Wohnhaus, Scheune und Seitengebäude eines Bauernhofes | Rothenburger Straße 44 (Karte)                                                        | 2. Hälfte 19. Jahrhundert | Baugeschichtlich und wirtschaftsgeschichtlich von Bedeutung | 09282624 |
|                                         | Restaurant Nordpol; Gasthaus, nach links freistehend | Rothenburger Straße 45 (Karte)                                                        | 1. Hälfte 18. Jahrhundert | Baugeschichtlich und ortsgeschichtlich von Bedeutung. Mansarddach, oben vier Fledermausgauben. | 09282614 |
|                                         | Wohnhaus | Rothenburger Straße 48 (Karte)                                                        | Um 1800 | Schlicht ländlich, baugeschichtlich von Bedeutung. Originale Haustür. | 09282615 |
|                                         | Mietshaus in geschlossener Bebauung | Rothenburger Straße 49 (Karte)                                                        | 1890er Jahre | Baugeschichtlich von Bedeutung. Fügt sich städtebaulich nicht ein, besitzt jedoch ausschließlich originale Fenster und Türen. | 09282616 |
|                                         | Sechs Mehrfamilienwohnhäuser einer Wohnanlage | Rothenburger Straße 50a, 50b, 50c, 50d (Am Hirschwinkel 7, 8) (Karte)                 | Bezeichnet mit 1926 | Baugeschichtlich und städtebaulich von Bedeutung. Plan ist unterschrieben „Städt. Hochbauamt“, Regierungsbaumeister Strobel und vom Magistrat, Bezeichnet „Erbaut 1926 von der Stadt Görlitz“, Nummer 50a ist Eckhaus mit Am Hirschwinkel 8, hat Eckerker. Am Hirschwinkel 8 / Rothenburger 50a ist ein Haus für 15 Familien: Alle Treppenhäuser nach vorn mit Art-déco-Giebeln. Alles originale Haustüren, einige Fenster neu. Granitsockel, steinsichtig. Nummer 50d steht nach rechts offen. Neunfamilienhäuser. Nach Reko 2007 innen verändert. | 09282931 |
|                                         | Ländliches Wohnhaus in nach rechts geschlossener Bebauung | Rothenburger Straße 51 (Karte)                                                        | Um 1800 | Eingeschossig mit Krüppelwalm zur offenen Seite, baugeschichtlich von Bedeutung | 09282932 |
|                                         | Wohnhaus in geschlossener Bebauung | Rothenburger Straße 52 (Karte)                                                        | Um 1800 | Baugeschichtlich von Bedeutung. Originale Haustür. | 09282933 |
|                                         | Wohnhaus in geschlossener Bebauung | Rothenburger Straße 53 (Karte)                                                        | Anfang 19. Jahrhundert | Baugeschichtlich von Bedeutung. Haus mit Giebel und Hecht. Originale Haustür mit kleinen Rosetten. | 09282934 |
|                                         | Gasthof „Schwarzer Kater“ in geschlossener Bebauung | Rothenburger Straße 54 (Karte)                                                        | 17./18. Jahrhundert | Gasthof stumpfwinkliges Eckhaus zur Großen Wallstraße, an Fassade Relief eines schwarzen Katers, Fabrik für Ofenbau Klinker, laut Adressbuch 1901 Ofenfabrik von Gebrüder Schöpke (Paul Schöpke), dreigeschossig, baugeschichtlich und ortsgeschichtlich von Bedeutung. Kern von 1599 sicher noch darunter. | 09285619 |
| Direkt Bild zu diesem Denkmal hochladen | Grundstücksmauer aus Klinkerpfeilern und -feldern | Rothenburger Straße 55 (Karte)                                                        | 1877 | Auf dem Grundstück ehemals das Comptoirgebäude von Ernst Fiebiger, straßenbildprägend von Bedeutung | 09299771 |
|                                         | Wohnhaus, Eckhaus, zur Kleinen Wallstraße in geschlossener Bebauung | Rothenburger Straße 56 (Karte)                                                        | 18. Jahrhundert | Baugeschichtlich von Bedeutung | 09282935 |
|                                         | Teichmühle, später Wollspinnerei Bergmann und Krause mit allen bestehenden Bauten | Rothenburger Straße 57; Kleine Wallstraße 4, 5 (Karte)                                | Nach 1830 (Spinnerei); 1920–1929 (neues Fabrikgebäude) | Rothenburger Straße 57 großes Fabrikgebäude mit angebauten Treppenhaus, daran nördlich angebaut Kleine Wallstraße 5 Wohnhaus, später Bürogebäude, Kleine Wallstraße 4 Wohnhaus, später neues Fabrikgebäude mit zeittypischen Fensterbändern der 1920er Jahre, ortsgeschichtlich und wirtschaftsgeschichtlich von Bedeutung. Schöne Dachlandschaft entlang der Rothenburger Straße mit Gauben und Hechten. Ab 1830 Wollspinnerei Bergmann und Krause. Das Kesselhaus, die Schlosserei sowie ein Produktionsgebäude mit dem Schornstein sind 2013 abgebrochen worden. - Neues Fabrikgebäude (Wallstraße 4): zeittypische Fensterbänder der 1920er Jahre. - Verwaltungsgebäude (Wallstraße 5): ehemals Wohnhaus, von Bergmann und Krause zur Fabrik dazugekauft. | 09282763 |
|                                         | Wohnhaus in geschlossener Bebauung | Schanze 1 (Karte)                                                                     | Um 1850 | Städtebaulich von Bedeutung. Das angebaute Haus Heilige-Grab-Straße 86 ist abgebrochen. Nun sieht man die Brandmauer von Schanze 1. | 09281561 |
|                                         | Wohnhaus in geschlossener Bebauung | Schanze 2 (Karte)                                                                     | Um 1850 | Bauherr Tuchfabrikant / Händler Tzschaschel, städtebaulich von Bedeutung, schmucklos | 09281560 |
|                                         | Wohnhaus in nach links geschlossener Bebauung | Schanze 3 (Karte)                                                                     | Um 1850 | Baugeschichtlich und städtebaulich von Bedeutung | 09281559 |
|                                         | Fabrikantenvilla und Garteneinfriedung | Schanze 4 (Karte)                                                                     | 1896 | Bauherr Tuchfabrikant Oscar Linke, Einfriedung Steinsockel mit schmiedeeisernen Feldern, Fabrik dahinter abgerissen, baugeschichtlich von Bedeutung | 09281558 |
|                                         | Zwei Mehrfamilienwohnhäuser einer Wohnanlage mit Waschhaus und Toreinfahrt | Schanze 5, 5a-5e, 6, 6a-6e (Karte)                                                    | 1930er Jahre | Kommunal, die beiden Kopfbauten mit Zeltdach, baugeschichtlich und sozialgeschichtlich von Bedeutung, Dachgauben | 09285411 |
|                                         | Wohnhaus in offener Bebauung | Schanze 7 (Karte)                                                                     | Um 1860 | Dreigeschossiger Putzbau, von Putznutungen überzogen, klassizistisch, baugeschichtlich von Bedeutung | 09281557 |
|                                         | Wohnhaus, nach rechts in geschlossener Bebauung | Schanze 8 (Karte)                                                                     | Um 1890 | Baugeschichtlich und städtebaulich von Bedeutung | 09281556 |
|                                         | Wohnhaus in geschlossener Bebauung | Schanze 9 (Karte)                                                                     | Anfang 19. Jahrhundert | Originale Haustür, städtebaulich von Bedeutung | 09285387 |
|                                         | Wohnhaus in nach links in geschlossener Bebauung, Eckhaus zum Luthersteig | Schanze 10 (Karte)                                                                    | Um 1900 | Städtebaulich von Bedeutung | 09281555 |
| Weitere Bilder                          | Alter Friedhof (Sachgesamtheit) | Schanze 11a, 11b (Luthersteig) (Karte)                                                | 1847 angelegt; 1885 und 1919 Erweiterung | Sachgesamtheit Alter Friedhof und Urnenhain mit folgenden Einzeldenkmalen: Friedhofskapelle (11b), Friedhofsverwaltung (11a), gegenüber liegende tempelartige Grabanlage mit Säulenportikus, Friedhofsmauer (hier Bezeichnung), drei Schöpfbecken, Kriegerdenkmal als Obelisk für die Gefallenen von 1866 und 1871, darum gruppiert vier gleichartige Steine jeweils für die sächsischen, preußischen, österreichischen und französischen Gefallenen, bei den sächsischen Gefallenen mit extra Gedenkplatte, dazu einige künstlerisch wertvolle Grabmale und solche bedeutender Persönlichkeiten, darunter das für den 1846 gestorbenen Oberbürgermeister Gottlob Ludwig Demiani als erstem 1847 hier Beerdigten (siehe Obj. 09281554, Schanze 11a, 11b), Krematorium (siehe Obj. 09281552, Luthersteig) sowie die gesamte Friedhofsgestaltung (Gartendenkmal); stadthistorisch und landschaftsgestaltend von Bedeutung. Bis Juli 2009 irrtümlich unter 8a in der Denkmalliste. | 09282986 |
| Weitere Bilder                          | Friedhofskapelle (11b), Friedhofsverwaltung (11a), gegenüberliegende tempelartige Grabanlage mit Säulenportikus, Friedhofsmauer (hier Bezeichnung), drei Schöpfbecken, Kriegerdenkmal als Obelisk für die Gefallenen von 1866 und 1871, darum gruppiert vier gleichartige Steine jeweils für die sächsischen, preußischen, österreichischen und französischen Gefallenen, bei den sächsischen Gefallenen mit extra Gedenkplatte, dazu einige künstlerisch wertvolle Grabmale und solche bedeutender Persönlichkeiten, darunter das für den 1846 gestorbenen Oberbürgermeister Gottlob Ludwig Demiani als erstem 1847 hier Beerdigten (Einzeldenkmal zu ID-Nr. 09282986) | Schanze 11a, 11b (Karte)                                                              | 1874 (Friedhofskapelle); 1902 (Friedhofsverwaltung); 1850 (Einfriedung) | Einzeldenkmale der Sachgesamtheit Alter Friedhof und Urnenhain; Kapelle neuromanischer Klinkerbau mit Rundbogenfries und Kuppel, Friedhofsverwaltung Klinker, baugeschichtlich und ortsgeschichtlich von Bedeutung | 09281554 |
|                                         | Bäuerliches Wohnhaus in geschlossener Bebauung | Schanze 12 (Karte)                                                                    | 18. Jahrhundert | Nach rechts in geschlossener Bebauung, einer der ältesten bestehenden Bauten der Schanze, baugeschichtlich von Bedeutung | 09282881 |
|                                         | Wohnhaus in geschlossener Bebauung | Schanze 13 (Karte)                                                                    | Um 1913 | Städtebaulich von Bedeutung | 09285388 |
|                                         | Wohnhaus in geschlossener Bebauung | Schanze 16 (Karte)                                                                    | 1. Hälfte 19. Jahrhundert | Baugeschichtlich und städtebaulich von Bedeutung. Drempelgeschoss, Hecht. Zweites Obergeschoss verschandelt. | 09282880 |
|                                         | Mietshaus in geschlossener Bebauung | Schanze 17 (Karte)                                                                    | 1880er Jahre | Baugeschichtlich von Bedeutung. Fügt sich städtebaulich schlecht ein, aber originale Hausausstattung. Stuckfassade. | 09282879 |
|                                         | Wohnhaus in geschlossener Bebauung | Schanze 18, 19 (Karte)                                                                | Anfang 19. Jahrhundert | Profilierte Gesimse, originale Haustür, baugeschichtlich und städtebaulich von Bedeutung | 09285389 |
|                                         | Wohnhaus in geschlossener Bebauung | Schanze 20 (Karte)                                                                    | Anfang 19. Jahrhundert | Städtebaulich von Bedeutung. Profiliertes Hauptgesims, Fenster bündig mit Fassade. | 09285390 |
|                                         | Gasthof in nach links geschlossener Bebauung | Schanze 21 (Karte)                                                                    | 2. Viertel 19. Jahrhundert | Eventuell mit Gewerbe, Segmentbogenfenster, Schweizerhausstil, baugeschichtlich von Bedeutung | 09282878 |
|                                         | Straßen der Nikolaivorstadt mit Bürgersteigen und Granitpflasterungen sowie Stadtmauer der Vorstadt | Steinweg (Karte)                                                                      | 19. Jahrhundert | Mauer erhalten unter anderem als hintere Grenzmauer der Grundstücke des westlichen Obersteinweges, im nördlichen Verlauf erkennbar durch die Grundstücksgrenzen, unter der Straße Lunitz der Kanal des Lunitzbaches, stadtgeschichtlich und straßenbildprägend von Bedeutung. Gehwege zum Teil aus Granitplatten. Straße aus Granitpflaster mit Granitplatten für die Gehwege, zählt zu den ersten Straßen der Kaufmannssiedlung. | 09282816 |
|                                         | Wohnhaus in geschlossener Bebauung | Steinweg 1 (Karte)                                                                    | Nach 1717 | Breitgelagerter giebelständiger Bau, barock und älter, baugeschichtlich und straßenbildprägend von Bedeutung | 09282817 |
|                                         | Wohnhaus in geschlossener Bebauung | Steinweg 4 (Karte)                                                                    | Nach 1717, Ursprung weit älter | Giebelständiger Bau, barock und älter, baugeschichtlich von Bedeutung. Eines der Häuser der „Sieben Kurfürsten“ (sieben nebeneinanderstehende Giebelhäuser, Giebel meist 1931 gefallen). | 09282818 |
|                                         | Wohnhaus in geschlossener Bebauung | Steinweg 5 (Karte)                                                                    | 16. Jahrhundert | Schmales Renaissancehaus mit aufwändigem Giebelschmuck, baugeschichtlich und hausgeschichtlich von Bedeutung. Schöner Renaissancegiebel, schmales Haus. Erdgeschoss durch Garageneinbau gestört. Haustür 1. Viertel 19. Jahrhundert. Fensterblenden 19. Jahrhundert. | 09282819 |
|                                         | Wohnhaus in geschlossener Bebauung | Steinweg 6 (Karte)                                                                    | 16. Jahrhundert | Renaissance, baugeschichtlich von Bedeutung. Haustür und Fenster neu. Kein Giebel. | 09282820 |
|                                         | Wohnhaus in geschlossener Bebauung | Steinweg 7 (Karte)                                                                    | Um 1530 | Renaissance, baugeschichtlich und hausgeschichtlich von Bedeutung. Bedeutendes Renaissancehaus. Zweites Obergeschoss um 1850 aufgesetzt, dabei Verwendung von Originalteilen von anderen Bauten. Tolle eisenbeschlagene Renaissancetür. Haus zu. | 09282821 |
|                                         | Wohnhaus in geschlossener Bebauung | Steinweg 8 (Karte)                                                                    | 16. Jahrhundert | Renaissancehaus mit drei Dachhechten, baugeschichtlich von Bedeutung. Fenster asymmetrisch, Haustür 1. Viertel 19. Jahrhundert. Haus hat drei Hechte. | 09282822 |
|                                         | Wohnhaus in geschlossener Bebauung | Steinweg 9 (Karte)                                                                    | 16. Jahrhundert | Schmales Renaissancehaus mit hohem Giebel, baugeschichtlich von Bedeutung. Wohnhaus rekonstruiert 1992. Biedermeierhaustür. | 09282823 |
|                                         | Wohnhaus in geschlossener Bebauung | Steinweg 10 (Karte)                                                                   | 16. Jahrhundert | Renaissance, Dach verändert, baugeschichtlich von Bedeutung. Unregelmäßig angeordnete Fenster. Biedermeierhaustür. | 09282824 |
|                                         | Wohnhaus in geschlossener Bebauung | Steinweg 11 (Karte)                                                                   | 16. Jahrhundert | Renaissancehaus, baugeschichtlich von Bedeutung. Rekonstruiert 1992. Biedermeierhaustür. | 09282825 |
|                                         | Wohnhaus in geschlossener Bebauung | Steinweg 12 (Karte)                                                                   | Nach 1717, Kern älter | Im Kern Renaissancehaus, später überformt, baugeschichtlich von Bedeutung. Schmales Haus. Fassade konvex. | 09282826 |
|                                         | Wohnhaus in geschlossener Bebauung | Steinweg 13 (Karte)                                                                   | 16. Jahrhundert | Renaissancehaus, baugeschichtlich von Bedeutung | 09282827 |
|                                         | Wohnhaus in geschlossener Bebauung | Steinweg 14 (Karte)                                                                   | 1. Viertel 19. Jahrhundert, Kern älter | Klassizistische Fassade, baugeschichtlich und städtebaulich von Bedeutung. Haus zu. Putzquaderungen. Zwei Hechte, zwei Schleppgauben. | 09282828 |
|                                         | Wohnhaus in geschlossener Bebauung | Steinweg 15 (Karte)                                                                   | Wohl 16. Jahrhundert | Renaissancehaus, baugeschichtlich von Bedeutung. Biedermeierhaustür. | 09282829 |
|                                         | Wohnhaus in geschlossener Bebauung | Steinweg 16 (Karte)                                                                   | Nach 1717 | Baugeschichtlich und städtebaulich von Bedeutung. Erdgeschoss mit grünen Kacheln verkleidet. Ein Hecht. | 09282830 |
|                                         | Wohnhaus in geschlossener Bebauung | Steinweg 17 (Karte)                                                                   | Kern 16. Jahrhundert, Umbau nach 1717 | Renaissancehaus, baugeschichtlich von Bedeutung. Biedermeierhaustür. | 09282831 |
|                                         | Wohnhaus in geschlossener Bebauung | Steinweg 18 (Karte)                                                                   | Nach 1717 | Barockhaus, baugeschichtlich von Bedeutung. Fünf Fledermausgauben. Haustür vor 1850. | 09282832 |
|                                         | Wohnhaus in geschlossener Bebauung | Steinweg 19 (Karte)                                                                   | Nach 1717 | Barockhaus, baugeschichtlich von Bedeutung. Zwei Hechte, zwei Fledermausgauben. | 09282833 |
|                                         | Wohnhaus in geschlossener Bebauung | Steinweg 20 (Karte)                                                                   | Kern 16. Jahrhundert | Haus besteht aus zwei Gebäudeteilen, baugeschichtlich und hausgeschichtlich von Bedeutung. Besteht aus zwei älteren Häusern. Linker Teil zwei Fledermausgauben, rechts Hecht. | 09282834 |
|                                         | Wohnhaus in geschlossener Bebauung und Granittrog | Steinweg 21 (Karte)                                                                   | Nach 1717 | Am Wohnhaus links mit zwei Achsen zurückgesetzter Anbau, davor großer Wassertrog aus Granit, baugeschichtlich von Bedeutung | 09282835 |
|                                         | Mietshaus in geschlossener Bebauung | Steinweg 22 (Karte)                                                                   | 3. Viertel 19. Jahrhundert | Baugeschichtlich und städtebaulich von Bedeutung. Haus hier eigentlich fehl am Platz, zu groß. Originale Fenster und Tür. | 09282836 |
|                                         | Mietshaus in geschlossener Bebauung, Eckhaus | Steinweg 23 (Obersteinweg 20) (Karte)                                                 | 1870er Jahre | Klassizistischer Duktus, baugeschichtlich von Bedeutung | 09282837 |
|                                         | Wohnhaus in geschlossener Bebauung | Steinweg 25 (Karte)                                                                   | Nach 1717 | Barockhaus mit originaler Tür, baugeschichtlich von Bedeutung. Hecht. Bemalte barocke Haustür. | 09282838 |
|                                         | Wohnhaus in geschlossener Bebauung und Nebengebäude | Steinweg 26 (Karte)                                                                   | Nach 1717 | Baugeschichtlich von Bedeutung | 09282839 |
|                                         | Wohnhaus in geschlossener Bebauung | Steinweg 27 (Karte)                                                                   | Nach 1717 | Baugeschichtlich von Bedeutung. Haus durch Reko überformt. | 09282840 |
|                                         | Wohnhaus in geschlossener Bebauung | Steinweg 28 (Karte)                                                                   | Nach 1717, Kern sicher älter | Dreiachsiges schmales Barockhaus, baugeschichtlich von Bedeutung. Biedermeierhaustür. | 09282841 |
|                                         | Wohnhaus in geschlossener Bebauung | Steinweg 29 (Karte)                                                                   | Nach 1717 | Zweiachsiges schmales Barockhaus, baugeschichtlich von Bedeutung. Haus zu. Biedermeierhaustür. | 09282842 |
|                                         | Wohnhaus in geschlossener Bebauung | Steinweg 30 (Karte)                                                                   | 16. Jahrhundert | Renaissancehaus, baugeschichtlich von Bedeutung. Stichkappengewölbe. Biedermeierhaustür. | 09282843 |
|                                         | Wohnhaus in geschlossener Bebauung | Steinweg 31 (Karte)                                                                   | Nach 1717 | Barock oder älter, Hecht, baugeschichtlich von Bedeutung | 09282844 |
|                                         | Wohnhaus in geschlossener Bebauung | Steinweg 32 (Karte)                                                                   | Um 1850 (Fassade) | Städtebaulich von Bedeutung. Erdgeschoss durch Garage entstellt, vielleicht beseitigt. | 09282845 |
|                                         | Wohnhaus in geschlossener Bebauung | Steinweg 33 (Karte)                                                                   | Um 1880 (Fassade) | Baugeschichtlich und städtebaulich von Bedeutung | 09282846 |
|                                         | Wohnhaus in geschlossener Bebauung | Steinweg 34 (Karte)                                                                   | Anfang 19. Jahrhundert | Gewölbte Erdgeschosshalle, Schwarzküchen in beiden Obergeschossen, baugeschichtlich und städtebaulich von Bedeutung. Haus mit Hecht, Biedermeierhaustür. | 09282847 |
|                                         | Wohnhaus in geschlossener Bebauung | Steinweg 35 (Karte)                                                                   | Nach 1717 | Baugeschichtlich und städtebaulich von Bedeutung. Zwei Hechte. | 09282848 |
|                                         | Wohnhaus in geschlossener Bebauung | Steinweg 36 (Karte)                                                                   | 1. Viertel 19. Jahrhundert | Klassizistische Fassade, baugeschichtlich und städtebaulich von Bedeutung. Biedermeierhaustür. | 09282849 |
|                                         | Wohnhaus in geschlossener Bebauung | Steinweg 37 (Karte)                                                                   | Nach 1717 | Baugeschichtlich und städtebaulich von Bedeutung | 09282850 |
|                                         | Wohnhaus in geschlossener Bebauung | Steinweg 38 (Karte)                                                                   | Nach 1800 | Baugeschichtlich und städtebaulich von Bedeutung | 09282851 |
|                                         | Wohnhaus in geschlossener Bebauung, mit Laden | Steinweg 39 (Karte)                                                                   | 16. Jahrhundert | Giebelständiges Renaissancehaus, Rundbogenportal mit farbiger Rokoko-Kartusche mit Wappen, Stuck, baugeschichtlich von Bedeutung. Zweigeschossiges Renaissancegiebelhaus. Ladeneinbau Ende 19. Jahrhundert. Zweiflüglige Biedermeierhaustür. Innen Wandbild. Erdgeschoss durch Laden gestört, vielleicht beseitigt. | 09282852 |
|                                         | Wohnhaus in geschlossener Bebauung | Steinweg 40 (Karte)                                                                   | Nach 1800 | Kern mittelalterlich, baugeschichtlich und städtebaulich von Bedeutung. Biedermeierhaustür. Drittes Obergeschoss aufgestockt. | 09282853 |
|                                         | Wohnhaus in geschlossener Bebauung | Steinweg 41 (Karte)                                                                   | Nach 1800 | Baugeschichtlich und städtebaulich von Bedeutung | 09282854 |
|                                         | Wohnhaus in geschlossener Bebauung | Steinweg 42 (Karte)                                                                   | Nach 1717, Umbau um 1850 | Giebelständig, baugeschichtlich und städtebaulich von Bedeutung. Biedermeiertüren. | 09282855 |
|                                         | Wohnhaus in geschlossener Bebauung | Steinweg 43 (Karte)                                                                   | Nach 1717, Umbau um 1850 | Giebelständig, baugeschichtlich und städtebaulich von Bedeutung. Haus mit Nummer 42 zusammengeschlossen. Erdgeschoss Garageneinbau. Biedermeierhaustür. | 09282856 |
|                                         | Wohnhaus in geschlossener Bebauung | Steinweg 44 (Karte)                                                                   | 16. Jahrhundert, Umbau nach 1717 | Überformtes mittelalterliches Haus, zweites Obergeschoss später aufgesetzt, baugeschichtlich und städtebaulich von Bedeutung | 09282857 |
|                                         | Wohnhaus in geschlossener Bebauung | Steinweg 45 (Karte)                                                                   | Nach 1717 | Ein Dach mit Nummer 46, baugeschichtlich und hausgeschichtlich von Bedeutung. Biedermeierhaustür. | 09282858 |
|                                         | Wohnhaus in geschlossener Bebauung | Steinweg 46 (Karte)                                                                   | Nach 1717 | Ein Dach mit Nummer 45, baugeschichtlich und hausgeschichtlich von Bedeutung | 09282859 |
| Direkt Bild zu diesem Denkmal hochladen | Wohnhaus, zwei Scheunen und Hofeinfahrt eines Bauernhofes | Zur Tischbrücke 6 (Karte)                                                             | Bezeichnet mit 1881 | Baugeschichtlich und wirtschaftsgeschichtlich von Bedeutung. Gebäude stehen alle in einer Reihe. Bis Juli 2009 irrtümlich unter Nummer 8 in der Denkmalliste. | 09282618 |

## Streichungen von der Denkmalliste
| Bild                                    | Bezeichnung | Lage                           | Datierung                                                                       | Beschreibung | ID       |
| --------------------------------------- | --- | ------------------------------ | ------------------------------------------------------------------------------- | --- | -------- |
| Direkt Bild zu diesem Denkmal hochladen | Schlossereigebäude und Schornstein mit Unterbau (Einzeldenkmal zu ID-Nr. 09303015) | Nikolaigraben 15 (Karte)       | 2. Hälfte 19. Jahrhundert                                                       | Einzeldenkmal der früheren Sachgesamtheit Teichmühle, später Wollspinnerei, baugeschichtlich, ortsgeschichtlich und technikgeschichtlich von Bedeutung | 09285422 |
|                                         | Wohnhaus in nach links geschlossener Bebauung | Nikolaigraben 18 (Karte)       | 1. Hälfte 19. Jahrhundert                                                       | Städtebaulich von Bedeutung. Zwischen 2017 und 2024 aus der Denkmalliste gestrichen. | 09282767 |
|                                         | Wohnhaus in geschlossener Bebauung | Rothenburger Straße 3 (Karte)  | 1890er Jahre                                                                    | Mit originaler Fleischerei-Ausstattung, Erdgeschoss mit blauen Kacheln verkleidet, Schriftzug „Paul Heimann“, baugeschichtlich und städtebaulich von Bedeutung; nach 2014 von der Denkmalliste gestrichen | 09282922 |
| Direkt Bild zu diesem Denkmal hochladen | Ländliches Wohnhaus | Rothenburger Straße 33 (Karte) | Um 1850                                                                         | Ländlich mit Krüppelwalmdach, baugeschichtlich von Bedeutung. Zwischen 2017 und 2024 aus der Denkmalliste gestrichen. | 09282038 |
| Direkt Bild zu diesem Denkmal hochladen | Teichmühle; Wollspinnerei Bergmann und Krause (Sachgesamtheit) | Rothenburger Straße 57 (Karte) | 18./19. Jahrhundert                                                             | Sachgesamtheit Teichmühle, später Wollspinnerei mit folgenden Einzeldenkmalen: Fabrikgebäude (siehe Obj. 09282763, Rothenburger Straße 57), neues Fabrikgebäude (siehe Obj. 09282912, Kleine Wallstraße 4), Wohnhaus, später Bürogebäude (siehe Obj.09282913, Kleine Wallstraße 5) sowie Schlossereigebäude und Schornstein mit Unterbau (siehe Obj. 09285422, Nikolaigraben 15); baugeschichtlich, ortsgeschichtlich und technikgeschichtlich von Bedeutung (Kleine Wallstraße, Kleine Wallstraße, Nikolaigraben); Sachgesamtheit offensichtlich nach Abriss des Gebäudes Nikolaigraben 15 gestrichen | 09303015 |
|                                         | Wohnhaus in geschlossener Bebauung | Schanze 24 (Karte)             | Um 1850                                                                         | Kopfbau zum Obersteinweg 1, städtebaulich von Bedeutung. Zwischen 2017 und 2024 aus der Denkmalliste gestrichen. | 09282863 |
|                                         | Wohnhaus in geschlossener Bebauung | Steinweg 47 (Karte)            | Bezeichnet mit 1846                                                             | Baugeschichtlich und städtebaulich von Bedeutung; nach 2014 von der Denkmalliste gestrichen | 09282860 |
| Direkt Bild zu diesem Denkmal hochladen | Wohnhaus | Zur Tischbrücke 18 (Karte)     | 1. Hälfte 19. Jahrhundert                                                       | Gebäude mit gewerblichem Hintergrund der Textilherstellung von Tuchmacher Salin (Fachwerk), Ursprungsbau der Textilfabrik (Zur Tischbrücke 20), baugeschichtlich und ortsgeschichtlich von Bedeutung; zwischen 2014 und 2017 abgerissen | 09282617 |
| Direkt Bild zu diesem Denkmal hochladen | Volltuchwerk; VEB Oberlausitzer Volltuchfabrik (ehemals); Tuchfabrik Salin & Co. (ehemals); Ehemalige Volltuchfabrik mit allen Bestandteilen, darunter das Sozial- und Verwaltungsgebäude mit originalem, repräsentativen Treppenhaus mit Oberlicht, zwei Produktionshallen mit Shed- bzw. Satteldach, ein Heizhaus mit komplett erhaltener technischer Ausstattung sowie mit Schornstein | Zur Tischbrücke 20 (Karte)     | 1955/56 (Verwaltungsgebäude und Fabrikgebäude); 1910 (Heizhaus und Schornstein) | Baugeschichtlich, ortsgeschichtlich und industriegeschichtlich von Bedeutung, Heizhaus mit Schornstein aufgrund der erhaltenen Ausstattung darüber hinaus von großer technikgeschichtlicher Bedeutung und von Seltenheitswert; zwischen 2014 und 2017 abgerissen | 09283234 |

## Tabellenlegende
- Bild: Bild des Kulturdenkmals, ggf. zusätzlich mit einem Link zu weiteren Fotos des Kulturdenkmals im Medienarchiv Wikimedia Commons. Wenn man auf das Kamerasymbol klickt, können Fotos zu Kulturdenkmalen aus dieser Liste hochgeladen werden:
- Bezeichnung: Denkmalgeschützte Objekte und ggf. Bauwerksname des Kulturdenkmals
- Lage: Straßenname und Hausnummer oder Flurstücknummer des Kulturdenkmals. Die Grundsortierung der Liste erfolgt nach dieser Adresse. Der Link (Karte) führt zu verschiedenen Kartendiensten mit der Position des Kulturdenkmals. Fehlt dieser Link, wurden die Koordinaten noch nicht eingetragen. Sind diese bekannt, können sie über ein Tool mit einer Kartenansicht einfach nachgetragen werden. In dieser Kartenansicht sind Kulturdenkmale ohne Koordinaten mit einem roten bzw. orangen Marker dargestellt und können durch Verschieben auf die richtige Position in der Karte mit Koordinaten versehen werden. Kulturdenkmale ohne Bild sind an einem blauen bzw. roten Marker erkennbar.
- Datierung: Baubeginn, Fertigstellung, Datum der Erstnennung oder grobe zeitliche Einordnung entsprechend des Eintrags in der sächsischen Denkmaldatenbank
- Beschreibung: Kurzcharakteristik des Kulturdenkmals entsprechend des Eintrags in der sächsischen Denkmaldatenbank, ggf. ergänzt durch die dort nur selten veröffentlichten Erfassungstexte oder zusätzliche Informationen
- ID: Vom Landesamt für Denkmalpflege Sachsen vergebene, das Kulturdenkmal eindeutig identifizierende Objekt-Nummer. Der Link führt zum PDF-Denkmaldokument des Landesamtes für Denkmalpflege Sachsen. Bei ehemaligen Kulturdenkmalen können die Objektnummern unbekannt sein und deshalb fehlen bzw. die Links von aus der Datenbank entfernten Objektnummern ins Leere führen. Ein ggf. vorhandenes Icon  führt zu den Angaben des Kulturdenkmals bei Wikidata.

## Ausführliche Denkmaltexte
1. ↑  Beschreibung des Gartendenkmals (Silke Epple, 10. September 2008):
  - Bauliche Schutzgüter:
    - Gebäude: Verwaltungsgebäude mit Nebengebäude an der Friedhofstraße (Nummer 8, 8a)
    - Einfriedung: Sandstein-Mauer aus Werkstein an Ost-, Süd- und Westseite, nördlicher Bereich ohne Mauer

  - Erschließung:
    - Zugänge: Zufahrts-Portal mit zweiflügligem Holzlatten-Tor von Osten von der Friedhofsstraße
    - Wegesystem: regelmäßiges Wegesystem mit fünf in Nord-Süd-Richtung verlaufenden Längswegen und zehn in Ost-West-Richtung verlaufenden Querwegen, Wege mit wassergebundener Decke und Rinnen aus Basalt-Pflaster

  - Denkmale: Denkmal für Opfer des Kapp-Putsches von 1920 im Norden des Friedhofs, gestiftet 1929 von den Görlitzer Sozialisten als von Ziegelmauern eingefasste Fläche, in der hinteren Mauer 3 Platten mit Inschrift, das Kriegerdenkmal Erster Weltkrieg aus dem Jahr 1926 im Südosten als kubischer, nach oben offener Bruchsteinbau mit Stele für Feuer, sieben Grabsteine für die Toten des im Ersten Weltkrieg in Görlitz internierten griechischen Armeekorps als Obelisk auf Postamenten, Grabanlage für 606 Gefallene des Zweiten Weltkriegs mit Holzkreuz in der Mitte und einzelnen Grabplatten, Grabanlage für ausländische zivile Opfer des Zweiten Weltkriegs als Anlage mit stehenden und liegenden Grabsteinen im Nordosten des Friedhofs
  - Vegetation:
    - Alleen und Baumreihen: Allee aus gegenständig angeordneten Winter-Linden (Tilia cordata) am mittleren Längsweg mit Nord-Süd-Ausrichtung, Alleen aus wechselständig angeordneten Winter-Linden (Tilia cordata) an den inneren Erschließungswegen mit Ost-West-Ausrichtung, Baumreihe aus Winter-Linden (Tilia cordata) an den Innenseiten aller äußeren Erschließungswege, Allee aus Säulen-Eichen (Quercus robur ‚fastigiata’) als Bestandteil der Gedenkanlage von Süden auf das Kriegerdenkmal zum Ersten Weltkrieg zuführend, Baumreihe aus Birken (Betula pendula) zwischen sechsten und siebenten Querweg von Süden in Ost-West-Ausrichtung, lückige Baumreihe aus Rot-Buchen (Fagus sylvatica) an der südlichen und westlichen Friedhofsmauer außerhalb des Friedhofsgeländes,
    - Baumgruppe: Baumrondell aus acht Säulen-Eichen (Quercus robur ‚fastigiata’) inmitten von Soldatengräbern östlich des Kriegerdenkmals zum Ersten Weltkrieg
    - Hecken und Sträucher: geschnittene Hainbuchen-Hecke (Carpinus betulus) an der Allee aus Säulen-Eichen an der Gedenkanlage Erster Weltkrieg
2. ↑  Beschreibung des Gartendenkmals (Silke Epple, 10. September 2008):
  - Bauliche Schutzgüter:
    - Gebäude: Grüfte an der Ostmauer, an der Nordmauer sowie westlich des Weges
    - Einfriedung: verputzte Bruchsteinmauer mit Ziegelrollschicht an der Nordgrenze, verputzte Bruchsteinmauer an der Ost-, Süd- und Westgrenze, Pforte im Nordwesten

  - Erschließung:
    - Zugänge: Hauptzufahrt mit zweiflügligem Ziergitter-Tor und Sandstein-Pfeilern im Süden, westlich der Nikolaikirche, Zugangs-Pforte und Zufahrt vom Alten Friedhof im Norden, ehemaliger Zugang in der Südwest-Ecke des Friedhofs (Pesttor)
    - Wegesystem: Fahrweg aus Granit-Pflaster mit Granit-Borden vom Süd-Tor zum Nord-Tor (Bogstraße), Fußweg mit wassergebundener Decke und Granitstufen vom Fahrweg nach Nordwesten zur Pforte abzweigend

  - Grabmale: alle Grabmale aus dem 16. und 17. Jahrhundert,
  - Vegetation:
    - Alleen und Baumreihen: Reste einer wechselständig angeordneten Linden-Allee (Tilia spec.) entlang eines Pfades östlich des Fahrweges, Reste einer Linden-Reihe (Tilia spec.) östlich der Allee
    - Einzelbäume: Moller-Linde (Tilia platiphyllos) an der Gruft der Familie Moller, Schickel-Linde (Tilia platiphyllos), je eine Linde (Tilia spec.) an der Süd- und an der West-Mauer, zwei Linden (Tilia spec.) südwestlich der Grüfte an der Nord-Mauer, Lebensbaum (Thuja spec.) südlich der Grüfte an der Nord-Mauer

  - Sonstige Schutzgüter:
    - Bodenrelief: von Norden nach Süden hin abfallendes Gelände
3. ↑  Beschreibung des Gartendenkmals (Ragnhild Kober, 17. September 2008):
  - Geschichte: im 14. Jahrhundert Andachtskreuz zur Fürbitte für ungetaufte Kinder und Hingerichtete an der Stelle der Heilig-Kreuz-Kapelle, auf Betreiben von Georg Emmerich (1422-1507) 1481 Baubeginn der Heilig-Kreuz-Kapelle (Baumeister Conrad Pflüger) und 1504 Einweihung durch den Bischof von Meißen, um 1500 Errichtung der Grabkapelle als eine exakte, wenn auch verkleinerte Kopie des Jerusalemer Originals, wie es zu dieser Zeit ausgesehen hat
  - Einfriedung: an der Straße Stützmauer aus Bruchsteinmauerwerk und neues Tor mit zwei Flügeln aus Metallkonstruktion (darüber in vergoldeten Buchstaben: „ZUM HEILIGEN GRAB“), an der West-Grenze Zaunpfeiler aus Granit
  - Erschließung: im Süden Treppenweg mit vier Treppen vom Eingang auf Straßenebene geradlinig auf das Kustushaus führend, an dessen Giebelseite nach rechts abbiegend und auf einen Weg, der in gleicher Richtung zum Salbhaus weiterführt, mündend (Stufen aus Granit, zum Teil Beton, Wegeflächen mit Mosaiksteinpflaster, von der Ebene des Kustushauses Pflasterung aus Basalt, Stufen aus Granit, Gehspur aus hartgebrannten Ziegeln und im Bereich der Treppen Trockenmauern aus Bruchsteinen, an der oberen Treppe Rinne aus Ziegeln), vom Treppenweg bis zum Salbhaus ein Weg mit Mosaiksteinpflaster (Basalt) und Gehspur aus zwei Reihen hartgebrannten Ziegeln, vom Salbhaus zur Heiligen-Grab-Kapelle Weg mit wassergebundener Decke, vom kleinen Vorplatz vor der Heiligen-Grab-Kapelle Wegebeziehung zum Ölberggarten (Pforte im neu gesetzten Holzzaun an der Nord-Grenze), vor der Grabkapelle zwei Steinblöcke (sogenannte Wächtersteine) und ein Steinblock der den Stein, den man vor das Grab Christi gewälzt hatte, symbolisiert
  - Bodenrelief: von Süd nach Nord ansteigendes Gelände, im Süden (zur Straße) durch zwei parallelverlaufende Stützmauern aus Bruchsteinmauerwerk mit dazwischen liegendem Treppenlauf sowie Böschungen, abgefangen, obere Fläche mit dem Gebäudeensemble nahezu eben
  - Gehölze: parallel zur Südfassade der Heilig-Kreuz-Kapelle eine Baumreihe von drei Linden (Nachpflanzung, die Bäume versinnbildlichen die drei Kreuze auf dem Kalvarienberg), Solitärbaum (Kirsche) am Weg zwischen Salbhaus und Grabkapelle, Sträucher (Flieder)
  - Bemerkung: die Landschaft nördlich der Grabeskapelle versinnbildlicht den Ölberg mit dem Garten Gethsemane (Gebetsstätte, Jüngerwiese), das Lunitztal symbolisiert das Tal des Baches Kidron, die Straßen der Stadt von der Stadtkirche St. Peter und Paul bis zum Heiligen Grab bilden den Kreuzweg
4. ↑  Beschreibung des Gartendenkmals (Silke Epple, 10. September 2008):
  - Geschichte (entnommen: Flyer Städtischer Friedhof Görlitz 1847–1997): 1847 Anlage des Friedhofs und erste Beerdigung, Oberbürgermeister Gottlob Ludwig Demiani, 1850 Beginn des Baus der Friedhofsmauer, 1858 Erweiterung nach Nord-Westen, 1874 Einweihung der Alten Feierhalle, 1913 Einweihung des Krematoriums, 1919 Erweiterung nach Westen durch den Urnenhain
  - Bauliche Schutzgüter:
    - Gebäude: Feierhalle (Einzeldenkmal) aus Backstein von 1847, Verwaltungsgebäude aus Backstein (Einzeldenkmal) im Süden des Alten Friedhofs, Krematorium (Einzeldenkmal) im Bereich des Urnenhains, angelehnt an das Dresdener Krematorium von Fritz Schumacher
    - Einfriedung: Sandstein-Mauer aus Werkstein um das ursprüngliche Friedhofsgelände (ohne Urnenhain), aufwändig gestalteter Ziergitter-Zaun mit Klinker-Sockel und -Pfeilern südlich des Verwaltungsgebäudes

  - Erschließung:
    - Zugänge: Hauptzufahrt zur Feierhalle von Süden von der Straße Schanze, Zugang mit zweiflügligem Ziergitter-Tor von Osten von der Finstertorstraße, Zugang südöstlich und westlich des Krematoriums vom Luthersteig, Zugang (mit neuem Tor) von Westen von der Friedhofsstraße, Zufahrt zum Werkhof auf der Fläche des Urnenhains von der Friedhofsstraße
    - Wegesystem: Zufahrt mit Granit-Pflaster, regelmäßiges Wegesystem, Wege mit wassergebundener Decke mit Ausnahme des Wegs vom Verwaltungsgebäude nach Südwesten mit Granitpflaster, Rondell nördlich des Krematoriums, Rondell nordöstlich des Krematoriums

  - Wasserelemente: drei aufwändig gestaltete Schöpfbecken (Einzeldenkmale) aus Sandstein im Urnenhain: eines nordwestlich des Krematoriums, eines an einem nordöstlich des Krematoriums gelegenen Linden-Rondell und eines im nordöstlichen Bereich des Urnenhains nördlich des Linden-Rondells an der Mauer zum ursprünglichen Friedhofsareal
  - Denkmale: im Nordosten Kriegerdenkmal (Einzeldenkmal) als Obelisk für die Gefallenen von 1866 und 1870/1871, darum gruppiert vier gleichartige Steine jeweils für die sächsischen, preußischen, österreichischen und französischen Gefallenen, bei den sächsischen Gefallenen mit extra Gedenkplatte, Wandstellen an allen Friedhofmauern
  - Vegetation:
    - Alleen und Baumreihen: im ursprünglichen Friedhofsareal Alleen aus gegenständig angeordneten Winter-Linden (Tilia cordata) an allen größeren inneren Erschließungswegen mit Nord-Süd-Ausrichtung, Alleen aus wechselständig angeordneten Winter-Linden (Tilia cordata) an allen größeren inneren Erschließungswegen mit Ost-West-Ausrichtung, Baumreihe aus Winter-Linden (Tilia cordata) an den Innenseiten aller äußeren Erschließungswege (mit Ausnahme des diagonal verlaufenden Nordwest-Südost-Weges an der Westseite und den nördlichsten Wegen), an den nördlichen Außenwegen Baumreihen aus Morgenländischen Lebensbäumen (Thuja occidentalis); im Urnenhain je eine Reihe aus sieben Linden (Tilia spec.) östlich und westlich des Krematoriums, Allee aus gegenständig angeordneten Winter-Linden (Tilia cordata) am westlichen Nord-Süd-Weg
    - Baumgruppe: Baumrondell aus Winter-Linden (Tilia cordata) nordöstlich des Krematoriums
    - Einzelbäume: drei alte Rosskastanien nordöstlich des Verwaltungsgebäudes, Baumpaar aus Säulen-Eichen (Quercus robur ‚fastigiata’) am Haupteingang im Norden des Krematoriums, zwei weitere Baumpaare aus Winter-Linden (Tilia cordata) an einem Rondell nördlich des Krematoriums, Silber-Weide (Salix alba) an dem Schöpfbecken an der Mauer

  - Sonstige Schutzgüter:
    - Bodenrelief: im Bereich des Urnenhains nach Süden und Westen hin abfallendes Gelände, westlich des Krematoriums Terrassierung
    - Blickbeziehung: Blick vom Krematorium nach Süden über den Ölberg und das Heilige Grab bis zur Stadt, Blick vom Ost-Tor in die offene Landschaft